# Outlander (serie televisiva)
Outlander è una serie televisiva anglo-statunitense sviluppata da Ronald D. Moore e trasmessa dal 9 agosto 2014 sul canale via cavo Starz. È nata come trasposizione televisiva della serie di Outlander, un ciclo di romanzi della scrittrice statunitense Diana Gabaldon.
La serie racconta le avventure della viaggiatrice nel tempo Claire Beauchamp Randall Fraser.

## Trama

### Prima stagione

#### Prima parte
Nel 1945 Claire Randall, un'infermiera della seconda guerra mondiale, ritorna da suo marito Frank dopo la fine dei combattimenti. I due partono per le Highlands scozzesi in occasione della loro "seconda" luna di miele e, durante il soggiorno a Inverness, Claire viene misteriosamente catapultata indietro nel tempo nella Scozia del 1743 grazie ad un cerchio di pietre misteriose, chiamato Craigh na Dun. La donna si ritrova in un mondo sconosciuto, dove la sua vita è costantemente in pericolo. Un antenato di suo marito, il capitano Jonathan "Black Jack" Randall, cerca di stuprarla, ma la donna viene portata in salvo da Murtagh Fitzgibbons, il quale la conduce dai MacKenzie, il clan di scozzesi residenti a Castle Leoch. Durante la sua permanenza nel territorio dei MacKenzie, Claire fa la conoscenza di Jamie Fraser, giovane guerriero ricercato dalle Giubbe Rosse per furto e nipote del laird Colum MacKenzie. Quest'ultimo costringe la donna a rimanere al castello come guaritrice e le impedisce di dirigersi alle pietre, grazie alle quali spera di poter tornare da Frank. Claire cerca di ambientarsi nella società scozzese e fa la conoscenza di Geillis Duncan, la quale sembra comprendere la sua natura di "straniera" dandole consigli. Durante un viaggio nel territorio MacKenzie per la riscossione dei tributi, Claire incontra nuovamente Jonathan Randall ed è costretta a sposare Jamie. Col tempo, però, tra i due si accende un'intensa passione, che divide così il cuore di Claire tra due uomini molto diversi in due vite inconciliabili. Dopo il matrimonio, Jamie e Claire ripartono per Castle Leoch, ma prima Jamie intende incontrare un disertore inglese che potrebbe aiutarlo a far cadere le accuse di furto. Lasciata nei boschi vicini a Craigh na Dun, Claire vede un'occasione irrinunciabile di tornare da Frank e si precipita verso il cerchio di pietre, dalle quali sente provenire la voce di Frank urlare il suo nome. Dopo sette settimane di ricerche, infatti, l'uomo è tornato anch'egli a Craigh na Dun, per cercare una spiegazione alla scomparsa improvvisa di Claire. La donna si avvicina e chiama in risposta il marito, ma improvvisamente viene catturata dalle Giubbe Rosse. Frank, sconfortato, lascia le Highlands per recarsi ad Oxford. Gli inglesi conducono Claire a Fort Williams da Jonathan Randall, il quale cerca per la terza volta di scoprire la verità sulla donna, ricorrendo alla violenza. Ma prima che il capitano possa ferire Claire, Jamie irrompe dalla finestra e minaccia l'uomo di sparargli se non lascia andare sua moglie.

#### Seconda parte
Jamie salva Claire da Randall, e ritornano a Leoch. Claire viene ingannata da Laoghaire, una giovane donna che Jamie ha rifiutato, e fa visita alla sua amica Geillis Duncan proprio mentre questa viene arrestata per stregoneria. Entrambe sono giudicate colpevoli, ma Geillis confessa esonerando Claire. Quando Geillis viene portata via per essere bruciata, Claire capisce che anche lei viene dal futuro in quanto questa le mostra la cicatrice sul proprio braccio dovuta al vaccino per il vaiolo (introdotto nel 1798). Claire racconta a Jamie la sua vera storia, e dopo che egli la accompagna alle pietre, ella decide di rimanere con lui. Jamie, quindi porta Claire a Lallybroch, dove conosce la caparbia sorella di suo marito, Jenny. Ma Jamie, sulla cui testa pende ancora una condanna, è catturato dalle Giubbe Rosse, ed incarcerato nella prigione di Wentworth per essere giustiziato. Randall sottopone Jamie a tortura. Claire riesce a entrare nella prigione, ma quando Randall la trova, Jamie accetta di sottomettersi a lui in cambio della libertà della donna. Randall stupra Jamie, ma Murtagh e gli uomini del clan riescono a liberarlo lasciando Randall a terra, credendolo morto. Claire cura Jamie, e alla fine salpano per la Francia, dove lei spera di riuscire ad incontrare il principe Carlo Stuart e in qualche modo cambiare la storia per evitare la catastrofica battaglia di Culloden. Durante la traversata Claire rivela a Jamie di essere incinta.

### Seconda stagione
A Parigi, Claire e Jamie cercano di evitare la nascente rivolta Giacobita manomettendo i fondi che Re Luigi XV di Francia potrebbe fornire al pretendente Carlo Edoardo Stuart. Durante il loro soggiorno in Francia si inimicano il potente Conte di Saint-Germain. Jamie diventa intanto uno stretto confidente di Carlo, sperando di scoraggiarlo e di sabotare così i suoi piani. Claire apprende che Randall è ancora vivo, ma ha paura di dirlo a Jamie. Infine comunque lo fa e quando Randall compare a Parigi, Claire fa giurare a Jamie di lasciarlo in vita affinché possa avvenire il concepimento dell'antenato diretto di Frank l'anno seguente. Tuttavia il successivo tentativo di stupro di Black Jack ai danni di Fergus, bambino adottato e a servizio di Claire e Jamie, spinge quest'ultimo a sfidare a duello il capitano inglese; questa notizia traumatica provoca la perdita della bambina che Claire aspettava, la quale nascerà morta. Questo lutto porterà Claire e Jamie a fare ritorno in Scozia. Consapevole che la rivolta Giacobita è ormai inevitabile, Jamie cerca di assicurarsi che le truppe di Carlo Edoardo Stuart riescano a sconfiggere gli Inglesi. I Giacobiti escono vincitori dalla prima Battaglia di Prestonpans, ma Angus muore per delle lesioni interne. In seguito, Claire convince Randall a sposare la donna che porta in grembo il figlio del suo defunto fratello Alex, assicurandosi così che un giorno potrà nascere Frank. Pronto per la Battaglia di Culloden, Jamie convince Claire, nuovamente incinta, a fare ritorno al XX secolo per proteggere il loro bambino.
Vent'anni dopo il ritorno, Frank è morto, e Claire porta sua figlia Brianna Ellen in Scozia. Adirata Brianna scopre che Frank non è il suo vero padre, ma si rifiuta di credere al racconto di Claire riguardo al viaggio nel tempo fino a quando non sarà lei stessa testimone del passaggio di Geillis Duncan (allora conosciuta come Gillian Edgars) attraverso le pietre. Infine Claire scopre che Jamie non morì a Culloden e decide di tornare da lui.

### Terza stagione
Jamie durante la Battaglia di Culloden si scontra con Randall, uccidendolo, ma ne esce gravemente ferito. Viene poi graziato dall'esecuzione che spetta a tutti gli scozzesi sopravvissuti alla guerra, per aver risparmiato mesi prima il giovane ragazzo Lord John Grey prima della Battaglia di Prestonpans, ma dovrà vivere a lungo nascondendosi vicino Lallybroch, perché considerato un traditore dagli inglesi, le cui Giubbe Rosse non smettono mai di sorvegliare la casa. Così Jamie decide di farsi catturare, fingendo un tradimento da parte di Jenny che può in questo modo ottenere la ricompensa e liberarsi della presenza delle truppe inglesi. Ad Ardsmuir, Jamie rincontra un ormai cresciuto Grey, nuovo governatore della prigione. Quando questa viene chiusa, Grey rilascia Jamie a condizione che lavori come servo nella tenuta privata della famiglia Helwater, presso cui lo raccomanda. Durante la sua permanenza qui Jamie diventa padre di un figlio illegittimo, Willie, che viene cresciuto come erede del Conte di Ellesmere; tuttavia ben presto la somiglianza fisica tra il piccolo e Jamie inizia ad essere evidente e così egli deve partire. Intanto a Boston, nel 1948, Claire cerca di fare del suo meglio affinché il matrimonio con Frank funzioni e insieme crescono Brianna, la figlia di Jamie, come se fosse frutto della loro unione. Claire si iscrive a un'università di medicina, come unica donna di tutto il corso e diventa negli anni uno stimato chirurgo. Poco dopo il diploma di Brianna, Frank ha un incidente d'auto e muore, prima di poter procedere con le pratiche di divorzio di cui aveva parlato a Claire quella stessa sera. Tornando agli avvenimenti del 1968, Claire e Brianna fanno varie ricerche su Jamie, aiutate da Roger Wakefield, il figlio adottivo del reverendo che aveva conosciuto Claire e Frank durante il loro primo soggiorno in Scozia. Inizialmente i tre non trovano nulla, ma in seguito Roger scoprirà dove si trova Jamie nel 1765, soltanto l'anno precedente secondo la corrispondenza delle due epoche. Così dopo una lunga indecisione Claire, spinta anche da Bree, decide di mettersi in viaggio verso le pietre e dirigersi nella Edimburgo del '700, per cercare il suo grande amore. Dopo essersi quindi congedata dalla figlia e da Roger, che restano insieme a festeggiare il Natale a Boston, Claire va verso il suo destino e dopo aver affrontato un nuovo viaggio indietro nel tempo, riesce ben presto a ritrovare Jamie, ancora ad Edimburgo, nel 1766.
La riunione dei due non è così semplice come credevano, molte differenze si fanno sentire e la vita di Jamie come sempre nasconde delle attività illecite, quali l'incitare la sovversione ed il contrabbando. Inoltre presto si trova a doversi sbarazzare del cadavere di un uomo che ha cercato di aggredire Claire mentre cercava informazioni sugli illeciti dello scozzese e la sua tipografia va a fuoco in circostanze simili. Con Jamie, Claire ritrova anche un Fergus cresciuto.
Jamie e Claire si mettono così in viaggio verso Lallybroch, anche per riportarvi il nipote Ian fuggito di casa mesi prima. Una volta giunti lì tuttavia Claire scopre che le sorprese sulla vita del marito non sono finite: egli infatti credendo di averla persa per sempre e avendo dovuto raccontare a tutti che era morta, si è nel frattempo risposato e la donna in questione è proprio Laoghaire, la quale ha anche due figlie : Marsali e Jonie (che è ancora una bambina) da due matrimoni precedenti di cui è vedova, e Jamie le ha adottate e cresciute come sue. Jamie ama le ragazze ma con Laoghaire non ha praticamente rapporti, i due vivono anche separati; ovviamente questa notizia causa non pochi problemi a Claire, e il ritorno di quest'ultima fa a sua volta impazzire Laoghaire, che decide di denunciare Jamie per abbandono e mancanza di sostentamento. Per evitare problemi legali, Jamie, su consiglio dell'avvocato Ned, decide di fare un accordo per una sorta di mantenimento per lei e le figlie, ma non possedendo tale denaro decide di andare a recuperare un forziere trovato durante una tentata fuga dalla Prigione di Ardsmuir, pieno di pietre preziose. Lui e Claire si mettono così in viaggio verso l'isola delle Foche, su cui si trova tale forziere, accompagnati dal nipote Ian, che nuoterà fino all'isola, al posto dello zio impossibilitato da una ferita. Tuttavia durante questa spedizione sull'isola Ian viene catturato da una nave portoghese e di lui si perdono le tracce. Con l'aiuto del cugino Jared, la coppia scopre che quella nave è diretta in Giamaica e così compone un equipaggio per dirigervisi e salvare il giovane. Nella ciurma c'è anche Fergus, accompagnato da Marsali, i due sono innamorati, e vogliono la benedizione di Jamie per sposarsi. Dopo un viaggio travagliato, e una separazione forzata durante la quale Claire è costretta a fare da medico di bordo su una nave inglese colpita da febbre tifoidea, i due si ritrovano sull'isola di Santo Domingo e, subito dopo aver celebrato le nozze di Fergus e Marsali, si rimettono in rotta per l'ormai vicina Giamaica, che raggiungono di lì a poco. Le ricerche del giovane Ian sono molto ardue e li conducono ad una serata elegante indetta dal Governatore dell'isola, che si rivela essere lo stesso Lord John Grey, e dove scoprono che Geillis Duncan è ancora viva e non fu mai bruciata sul rogo anni prima. Inoltre ben presto Claire scopre il coinvolgimento della donna nel rapimento del nipote, ma non sa ciò che sta pianificando: la sua vecchia amica/nemica infatti sta cercando un bambino che dovrebbe avere 200 anni da sacrificare per l'ascesa di un re scozzese e Claire ignara di tutto le racconta di aver avuto una figlia da Jamie, ma di essere stata costretta a crescerla 200 anni nel futuro. Jamie ha invece dei guai con la giustizia per gli illeciti commessi in Scozia e perché accusato ingiustamente di omicidio, ma per fortuna la presenza di Grey sull'isola, come Governatore, si rivela fondamentale e questi, approfittando della propria autorità, lo aiuta. Di nuovo riuniti Claire e Jamie lottano contro il tempo per scoprire dove Geillis ha portato il giovane Ian e la trovano in un luogo simile a Craigh 'Na Dun, dove sta per uccidere il ragazzo, ancora convinta che solo con un sacrificio di sangue umano potrà attraversare il passaggio, ormai decisa a dirigersi nel futuro per cercare Brianna e sacrificarla per la causa scozzese. Claire è costretta ad uccidere Geillis e capisce di averne già visto lo scheletro nel 1968, quando il suo migliore amico Joe le aveva mostrato quello di una donna bianca morta nei Caraibi. Ora che sono tutti al sicuro, possono mettersi in viaggio per tornare a casa in Scozia, ma quando tutto sembra tranquillo una tempesta si abbatte su di loro e la nave viene quasi completamente distrutta. Claire, caduta in acqua, e Jamie, gettatosi per salvarla dall'annegamento, vengono sbattuti su una costa. All'inizio, credono di essere gli unici sopravvissuti al naufragio, ma poi apprendono dai membri della famiglia Oliver - marito, moglie e figlia - che ci sono stati sopravvissuti nell'equipaggio e si trovano più giù a sud. Inoltre vengono a sapere di non trovarsi su di un'isola ma nel continente americano, più precisamente in Georgia : Claire e Jamie, felici di non essere in un luogo sperduto e speranzosi di ritrovare presto i loro parenti e amici sani e salvi si abbracciano.

### Quarta stagione
Sono passati alcuni mesi dal naufragio e nella colonia americana del Nord Carolina, Claire e Jamie riflettono su come tornare in Scozia con il giovane Ian, Fergus e Marsali. Tuttavia, varie vicende tra cui l'attesa di un bambino da parte di Marsali e la proposta del governatore Tryon a Jamie di gestire una fetta del terreno della colonia, fanno desistere la famiglia dal partire. Mentre la coppia in dolce attesa decide di stabilirsi a Wilmington fino alla nascita del bambino, Claire e Jamie accompagnati dal giovane Ian si recano in visita alla tenuta "River Run" di zia Jocasta, sorella della defunta madre di Jamie, Ellen, dove pensano di fare una breve tappa prima di crearsi una nuova vita in America. Tuttavia, durante il viaggio il gruppo viene aggredito e rapinato da Stephen Bonnet, un prigioniero fuggitivo che Jamie aveva aiutato poco prima, convinto della sua onestà, ma in realtà capo di un gruppo di banditi. Privi di ogni ricchezza, Claire (a cui Bonnet ha rubato anche l'anello fatto con la chiave di Lallybroch), Jamie e il nipote trascorrono del tempo ospiti di zia Jocasta, ma a causa della massiccia presenza di schiavi, Jamie rifiuta l'eredità di River Run propostagli dalla zia. Insieme la coppia decide quindi di accettare la proposta del governatore e giurare fedeltà alla corona inglese, nonostante l'avvertimento di Claire circa l'incombente Rivoluzione americana. I due decidono di ribattezzare la loro nuova proprietà Fraser's Ridge. Durante la costruzione della futura tenuta ci saranno delle tensioni con gli abitanti locali della zona, la tribù indiana dei Cherokee, con i quali impareranno però lentamente a convivere pacificamente rispettando i reciproci confini.
In seguito, Jamie ritrova Murtagh, che non vede dai tempi di Ardsmuir, e che ora è un maniscalco a Wilmington. Un'altra vecchia conoscenza fa visita ai Fraser: Lord John Grey, il quale è diretto in Virginia, per un nuovo incarico, e è accompagnato da William, ormai cresciuto. Jamie avrà l'occasione di passare del tempo con il figlio illegittimo, mentre Claire cerca con successo di salvare la vita a Lord John che ha contratto il morbillo. Una volta guarito, Lord John e il figlio si rimettono in viaggio, e Jamie deve nuovamente separarsi dalla sua progenie.
Nel frattempo, negli anni '70, Brianna e Roger si continuano a frequentare e vanno insieme a un festival scozzese, durante il quale Roger fa la proposta di matrimonio a Bree che, spaventata da tanta fretta, rifiuta. I due litigano pesantemente e Roger fa quindi ritorno in Scozia. Passano diverso tempo senza parlarsi fino a quando, leggendo un libro, l'uomo scopre casualmente informazioni che attestano il ricongiungimento di Claire con Jamie nel passato. A quel punto, decide di telefonare a Brianna per dirglielo. La ragazza è molto sollevata dalla notizia ma per orgoglio i due non si riappacificano. Successivamente, Roger trova un vecchio necrologio dov'è riportata la morte degli stessi Claire e Jamie a causa di un incendio, anche se la data esatta di tale avvenimento non è però leggibile chiaramente. In un primo momento Roger non lo rivela a Brianna, che sarebbe comunque impotente ma, quando decide di informarla, viene a sapere dalla coinquilina della ragazza che Bree è in realtà partita da due settimane alla volta della Scozia dove le ha detto che sarebbe andata a trovare la madre. Roger capisce immediatamente che si è recata alle pietre e seguendone le tracce scopre che Bree gli ha lasciato una lettera che voleva leggesse solo l'anno successivo. In questa lettera, Bree dice a Roger che ha scoperto della morte dei suoi genitori e ha intenzione di avvertirli, lo ama, ma non vuole che lui sacrifichi la propria vita seguendola; Roger invece attraversa le pietre per cercarla, ma pur essendo partito dopo arriva per primo in America, imbarcandosi come marinaio sulla nave dello stesso Bonnet. Bree viene invece rallentata da una slogatura alla caviglia e viene ospitata casualmente da Laoghaire, che però, dopo aver scoperto di chi è figlia, la intrappola. Brianna riuscirà a fuggire grazie a Jonie mentre, grazie a suo cugino Ian, conoscerà Lallybroch, e raggiungerà finalmente l'America, dove Roger la sta cercando da settimane. Qui i due finalmente si ricongiungono e svolgono la legatura delle mani come cerimonia prematrimoniale e fanno l'amore. Ma quando Bree scopre che Roger era già a conoscenza del necrologio da settimane i due litigano nuovamente. Roger se ne va lasciandola sola e convinta che lui stia tornando alle pietre. È a quel punto che Bree, tornando alla locanda, incontrerà Stephen Bonnet e, nel tentativo di recuperare l'anello della madre, cadrà in una trappola dell'uomo: entrati in una stanza questi la violenta duramente tra l'indifferenza più totale dei frequentatori della locanda.
L'indomani Roger, nonostante il suo desiderio sia quello di cercare Bree, viene costretto da Bonnet a seguirlo in un'altra spedizione come suo marinaio. Brianna nel frattempo trova finalmente Jamie e può riunirsi ai suoi genitori, spiegando loro il motivo del suo viaggio. Tutta la famiglia fa ritorno a Fraser's Ridge, dove Brianna racconta a Claire di Roger nascondendo però lo stupro subito. Quando in seguito lo rivelerà a Claire, ometterà però l'identità del suo stupratore che Claire scoprirà solo trovando tra le cose della ragazza l'anello rubatole da Bonnet. Le due donne decidono di non dire nulla a Jamie, per evitargli sensi di colpa e istinti vendicativi. Quello che però non sanno è che Roger è giunto a Fraser's Ridge in cerca di Bree, dove però viene riconosciuto erroneamente da Lizzie, la domestica ed amica di Bree, come l'aggressore (Lizzie aveva visto i due litigare fuori dalla locanda, e Roger afferrare il polso di Bree), e Jamie senza nemmeno interrogarlo lo pesta a sangue e dice al giovane Ian di sbarazzarsene senza ucciderlo.
La vita trascorre serena al Ridge nonostante Bree abbia anche scoperto di essere incinta senza sapere chi sia il padre; ma ben presto i rispettivi segreti si scoprono: Roger era stato poi venduto dal giovane Ian a una tribù che veniva dal lontano stato di New York: i Mohawk. Ne segue una lite familiare furibonda. Alla fine Brianna decide che Claire partirà con Ian e Jamie per cercare Roger mentre, su suggerimento di Jamie, Brianna e Lizzie vengono scortate da Murtagh a River Run, da zia Jocasta, a cui Jamie scrive una lettera chiedendole di ospitare sua figlia, cosa alla quale la zia acconsente di buon grado.
Tuttavia poco dopo il suo arrivo a River Run, appare evidente che per salvaguardare il buon nome della famiglia e del nascituro, la donna voglia trovare un marito alla ragazza. Durante una cena Brianna fa anche la conoscenza di Lord John e l'indomani mattina, scoprendo di essere incastrata in un matrimonio combinato, Bree chiede all'ufficiale di sposarla, minacciandolo anche di rivelare quanto ha scoperto casualmente circa la sua preferenza sessuale verso gli uomini. Nonostante inizialmente l'uomo si rifiuti, poco dopo accorre in suo aiuto e annuncia un fittizio fidanzamento. Poco tempo dopo giunge a River Run la notizia dell'arresto di Stephen Bonnet e sarà proprio durante una visita di Bree che Fergus e altri Regolatori assalteranno la prigione per far evadere Murtagh, arrestato poco prima. Durante il trambusto, Fergus e Lord John, nemici di circostanza, non si intralciano a vicenda, anche per il bene di Bree, e ognuno lascia la prigione andando per la propria strada: Fergus fa scappare Murtagh, grazie all'aiuto di Marsali, e John scorta via Bree. Bonnet però nel caos originato dall'evasione, raccoglierà le chiavi della cella giusto un attimo prima che i Regolatori facciano saltare in aria l'intero carcere. Intanto Roger, dopo una lunga e faticosa traversata prigioniero degli indiani, riesce a sfuggir loro e si imbatte in delle pietre, uguali a quelle di Craigh Na Dun, che chiaramente lo stanno chiamando a sé, ma egli sceglie di rimanere per via di Bree, venendo però così catturato nuovamente dai Mohawk che lo conducono fino al loro villaggio. Qui Roger conosce un altro prigioniero, un sacerdote francese, che si presenta come Père Alexandre che, innamorato di una ragazza della tribù, ne ha avuto una bambina che non vuole battezzare, perché si sente un peccatore; per questo è tenuto prigioniero. Nonostante Roger cerchi di convincere il prete a mentire sul battesimo per salvarsi, il sacerdote è irremovibile, pur sapendo che il giorno seguente sarà condannato a morte certa. Durante l'esecuzione, Roger trova un modo di fuggire, ma sentendo le urla strazianti di Père Alexandre, torna indietro per porvi fine e donargli una morte veloce.
Claire, Jamie e il giovane Ian intanto sono sulle tracce di Roger e ben presto trovano il villaggio, ma dopo una battaglia vengono catturati. IN questa occasione scoprono una leggenda su un altro viaggiatore. Il giovane Ian si offre di restare in cambio di Roger e i Mohawk accettano. Il ragazzo resta quindi a vivere lì come uno di loro mentre invece Roger, finalmente libero, viene a sapere da Claire e Jamie ciò che è successo a Brianna in quei mesi e deve prendere una decisione.
Bree, intato, è a River Run dove dà alla luce un bambino, e dopo due mesi vede i genitori fare ritorno, ma senza Roger. Nonostante i dubbi iniziali egli torna però dalla ragazza giusto in tempo per il trasferimento a Fraser's Ridge. La felicità della famiglia svanisce nuovamente con l'arrivo delle Giubbe Rosse, che portano a Jamie una lettera d'incarico del governatore Tryon: dare la caccia ai Regolatori e catturare il fuggitivo Murtagh Fitzgibbons che i Fraser in realtà stanno nascondendo.

### Quinta stagione
La stagione mostra come Jamie e Claire costruiscono il Fraser's Ridge insieme alla loro numerosa famiglia e tutti i loro affittuari. Fergus e Marsali hanno intanto molti altri bambini.
Jamie deve però anche rispettare il patto fatto al Governatore Tryon e combattere contro i Regolatori, cosa che lo porterà a scontrarsi con il suo padrino Murtagh, con conseguenze tragiche.
Nel frattempo, Roger e Brianna finalmente si sposano e cercano di adattarsi a un'epoca nella quale non si sentono pienamente a loro agio ma che capiranno essere davvero il luogo a cui appartengono. Su di loro incombe anche l'ombra di Stephen Bonnet, il quale hanno scoperto essere sopravvissuto all'esplosione delle carceri. Bonnet cercherà anche di reclamare la paternità del piccolo Jemmy e tutta la famiglia dovrà lottare strenuamente per liberarsi una volta per tutte da questo pericolo e per salvare Brianna, che viene rapita.
Durante la stagione il giovane Ian torna al Ridge dopo aver vissuto a lungo con gli Indiani e sembra tormentato da qualcosa legato a una storia d'amore.
Ma per la famiglia Fraser i problemi non finiscono qui, le prime avvisaglie della prossima Rivoluzione Americana spingono infatti molte famiglie a farsi giustizia e proteggersi da soli: è quando i Fraser vengono invitati ad unirsi a queste ronde che Claire si trova inaspettatamente in pericolo e viene per questo rapita, torturata e stuprata. Jamie, Fergus, Roger e Ian la salvano con l'aiuto degli altri abitanti del Ridge ma questo segna inequivocabilmente l'inizio di una nuova inimicizia con la famiglia del capo banda dei rapitori, i Brown.

### Sesta stagione
L'autorità di Jamie viene messa alla prova quando un vecchio rivale di Ardsmuir, Tom Christie, si presenta per stabilirsi a Ridge con i figli, Malva e Allan, e diverse famiglie protestanti. Tom Christie è un uomo estremamente rigido e timorato di Dio, mentre la figlia Malva, uno spirito curioso ed esuberante, rimane affascinata dalle abilità mediche di Claire e ne diventa l'assistente.                                                                                                                      Claire, ancora traumatizzata dall'aggresione subita da Lionel Brown e dalla sua banda, trova un nuovo modo per affrontare il trauma: l'etere, un potente anestico che riesce a riprodurre dopo diversi tentativi. Nel frattempo, Jamie è alle prese con la sua prima richiesta come agente indiano.                                                                                                                                                                         Marsali partorisce un figlio che si rivela affetto da nanismo, cosa che guasta i rapporti già precari tra la donna e il marito Fergus che, da tempo, è preda dell'alcolismo. Il padre è infatti preoccupato per il futuro del bambino la cui vita viene messa a repentaglio pochi giorni dopo la nascita da un gruppo di bambini influenzati dalle superstizioni dei genitori.                                                                         I Frasers ricevono la visita ai Cherokee e, in quell'occasionem Ian incontra un uomo del suo passato che fa riaffiorare ricordi dolorosi del periodo trascorso con i Mohawk. Ian aveva infatti sposato una giovane ragazza indiana che, dopo aver sofferto un paio di aborti spontanei, ha allontanato il giovane scozzese attribuendo la sua sfortuna al fatto che Ian non fosse veramente un membro della loro tribù.                                                                                                                                                                                                     Claire e Jamie sperimentano in prima persona le crescenti tensioni nelle colonie quando partecipano a un evento lealista a Wilmington in onore dell'eroina scozzese Flora MacDonald.                                                                                                     Un'epidemia di dissenteria si diffonde su Ridge e Claire si ammala gravemente. È quasi guarita quando i Christie arrivano e lanciano una notizia bomba: Malva accusa Jamie di  essere il padre del bambino che porta in grembo. Mentre voci nefaste si diffondono a macchia d'olio su Ridge, la tragedia si abbatte. Claire lotta con i suoi demoni mentre una voce nefasta comincia a diffondersi a Ridge: sono tutti infatti convinti che Claire abbia ucciso Malva, il cui corpo è stato trovato sgozzato nel giardino di Fraser's Ridge. La tensione aumenta e Richard Brown, capo del Comitato di Sicurezza, arrivano per arrestare Claire per omicidio. Tuttavia, a causa delle crescenti tensioni politiche nelle colonie, il piano di Brown di trovare un giudice per un processo non va come previsto. 

## Episodi
| Stagione         | Episodi | Episodi | Prima TV USA | Prima TV Italia |
| ---------------- | ------- | ------- | ------------ | --------------- |
| Prima stagione   | 16      | 8       | 2014         | 2015            |
| Prima stagione   | 16      | 8       | 2015         | 2015            |
| Seconda stagione | 13      | 13      | 2016         | 2016            |
| Terza stagione   | 13      | 13      | 2017         | 2017            |
| Quarta stagione  | 13      | 13      | 2018-2019    | 2018-2019       |
| Quinta stagione  | 12      | 12      | 2020         | 2020            |
| Sesta stagione   | 8       | 8       | 2022         | 2022            |
| Settima stagione | 16      | 8       | 2023         | 2023            |
| Settima stagione | 16      | 8       | 2024-2025    | 2024-2025       |

## Personaggi e interpreti

### Personaggi principali
- Claire Elizabeth Beauchamp Randall/Fraser (stagione 1-in corso), interpretata da Caitríona Balfe, doppiata da Francesca Fiorentini.
- James "Jamie" Alexander Malcolm MacKenzie Fraser (stagione 1-in corso), interpretato da Sam Heughan, doppiato da Stefano Crescentini.
- Frank Randall (stagioni 1-4), interpretato da Tobias Menzies, doppiato da Francesco Prando.
- Jonathan "Black Jack" Wolverton Randall (stagioni 1-3), interpretato da Tobias Menzies, doppiato da Francesco Prando.
- Dougal MacKenzie (stagioni 1-2; ospite stagione 7), interpretato da Graham McTavish, doppiato da Paolo Marchese.
- Murtagh Fitzgibbons Fraser (stagioni 1-5), interpretato da Duncan Lacroix, doppiato da Stefano Thermes.
- Rupert MacKenzie (stagioni 1-3), interpretato da Grant O'Rourke, doppiato da Marco De Risi.
- Angus Mhor (stagioni 1-2), interpretato da Stephen Walters, doppiato da Luigi Ferraro.
- Colum MacKenzie (stagioni 1-2), interpretato da Gary Lewis, doppiato da Gino La Monica.
- Geillis Duncan/Gillian Edgars/Signora Abernathy (stagioni 1-3; ospite stagione 7), interpretata da Lotte Verbeek, doppiata da Domitilla D'Amico.
- Edward "Ned" Gowan (stagioni 1, 3), interpretato da Bill Paterson, doppiato da Franco Zucca.
- Clarence Marylebone, III duca di Sandringham (stagioni 1-2), interpretato da Simon Callow, doppiato da Pietro Biondi.
- Janet "Jenny" Fraser Murray (stagioni 1-3; ospite stagione 7), interpretata da Laura Donnelly (stagioni 1-3) e da Kristin Atherton (ospite stagione 7), doppiata da Benedetta Degli Innocenti.
- Taran MacQuarrie (stagione 1), interpretato da Douglas Henshall, doppiato da Ennio Coltorti.
- Ian Murray (stagioni 1-4; ospite stagione 7), interpretato da Steven Cree, doppiato da Roberto Certomà.
- Conte di St. Germain (stagione 2), interpretato da Stanley Weber, doppiato da Stefano Billi.
- Principe Carlo Edoardo Stuart (stagioni 2-3; ospite stagione 6), interpretato da Andrew Gower, doppiato da Daniele Raffaeli.
- Mary Hawkins (stagione 2), interpretata da Rosie Day, doppiata da Giulia Tarquini.
- Maestro Raymond (stagione 2; ospite stagione 7), interpretato da Dominique Pinon, doppiato da Dario Penne (stagione 2).
- Madre Hildegarde (stagione 2), interpretata da Frances de la Tour, doppiata da Stefania Romagnoli.
- Laoghaire MacKenzie MacKimmie/Fraser (stagioni 2-4; ricorrente stagione 1; ospite stagione 7), interpretata da Nell Hudson, doppiata da Chiara Oliviero.
- Simon Fraser, XI Lord Lovat (stagione 2), interpretato da Clive Russell, doppiato da Paolo Buglioni.
- Roger Jeremiah Wakefield MacKenzie (stagione 2-in corso; ospite stagioni 1-2), interpretato da Rory Burns (ospite stagioni 1-2) e da Richard Rankin (stagione 2-in corso), doppiato da Andrea Mete (stagione 2-in corso).
- Brianna "Bree" Ellen Randall Fraser MacKenzie (stagione 2-in corso), interpretata da Sophie Skelton, doppiata da Benedetta Ponticelli.
- Lord John William Grey (stagione 3-in corso), interpretato da David Berry, doppiato da Edoardo Stoppacciaro.
- Ian Fraser Murray (stagione 3-in corso), interpretato da John Bell, doppiato da Leonardo Della Bianca.
- Claudel "Fergus" Fraser (stagioni 3-6; ricorrente stagione 2), interpretato da Romann Berrux (ricorrente stagione 2; ospite stagione 3) e da César Domboy (stagioni 3-6), doppiato da Manuel Meli.
- Marsali MacKimmie Fraser (stagioni 3-6), interpretata da Lauren Lyle, doppiata da Margherita De Risi.
- Capitano Raines (stagione 3), interpretato da Richard Dillane, doppiato da Gerolamo Alchieri.
- Stephen Bonnet (stagioni 4-5), interpretato da Edward Speleers, doppiato da David Chevalier.
- Jocasta MacKenzie Cameron (stagioni 4-6), interpretata da Maria Doyle Kennedy, doppiata da Ludovica Modugno (stagioni 4-5) e da Angiola Baggi (stagione 6).
- Ulysses (stagioni 4-5), interpretato da Colin McFarlane, doppiato da Mario Bombardieri.
- Phaedre (stagione 4), interpretata da Natalie Simpson.
- Adawehi (stagione 4), interpretata da Tantoo Cardinal.
- Elizabeth "Lizzie" Wemyss (stagione 4-in corso), interpretata da Caitlin O'Ryan, doppiata da Silvia Barone.
- Kaheroton (stagioni 4, 6), interpretato da Braeden Clarke, doppiato da Daniele Di Matteo.
- Satehoronies (stagione 4), interpretato da Gregory Dominic Odjig.
- Gerald Forbes (stagioni 4-5), interpretato da Billy Boyd, doppiato da Gabriele Vender.
- Wahkatiiosta (stagione 4), interpretata da Carmen Moore.
- Tehwahsehwkwe (stagioni 4, 6), interpretato da Tom Jackson, doppiato da Roberto Fidecaro.
- Padre Alexandre Ferigault (stagione 4), interpretato da Yan Tual, doppiato da Francesco Bulckaen.
- Johiehon (stagione 4), interpretata da Sera-Lys McArthur.
- Richard Brown (stagioni 5-7), interpretato da Chris Larkin, doppiato da Antonio Angrisano.
- Lionel Brown (stagioni 5-6), interpretato da Ned Dennehy, doppiato da Emanuele Durante.
- William "Buck" MacKenzie (stagione 5; ricorrente stagione 7-in corso), interpretato da Graham McTavish (stagione 5) e da Diarmaid Murtagh (ricorrente stagione 7-in corso), doppiato da Riccardo Petrozzi.
- Tom Christie (stagioni 6-7), interpretato da Mark Lewis Jones, doppiato da Dario Oppido.
- Capo Uccello (stagione 6), interpretato da Glen Gould, doppiato da Michele Mancuso.
- Still Water (stagione 6), interpretato da Simon R. Baker.
- Tsotehweh (stagione 6), interpretata da Gail Maurice, doppiata da Carmen Iovine.
- Lord William "Willie" Ransom (stagione 7-in corso; ospite stagioni 3-4), interpretato da Clark Butler (ospite stagione 3), da Oliver Finnegan (ospite stagione 4) e da Charles Vandervaart (stagione 7-in corso), doppiato da Flavio Aquilone (stagione 7-in corso).

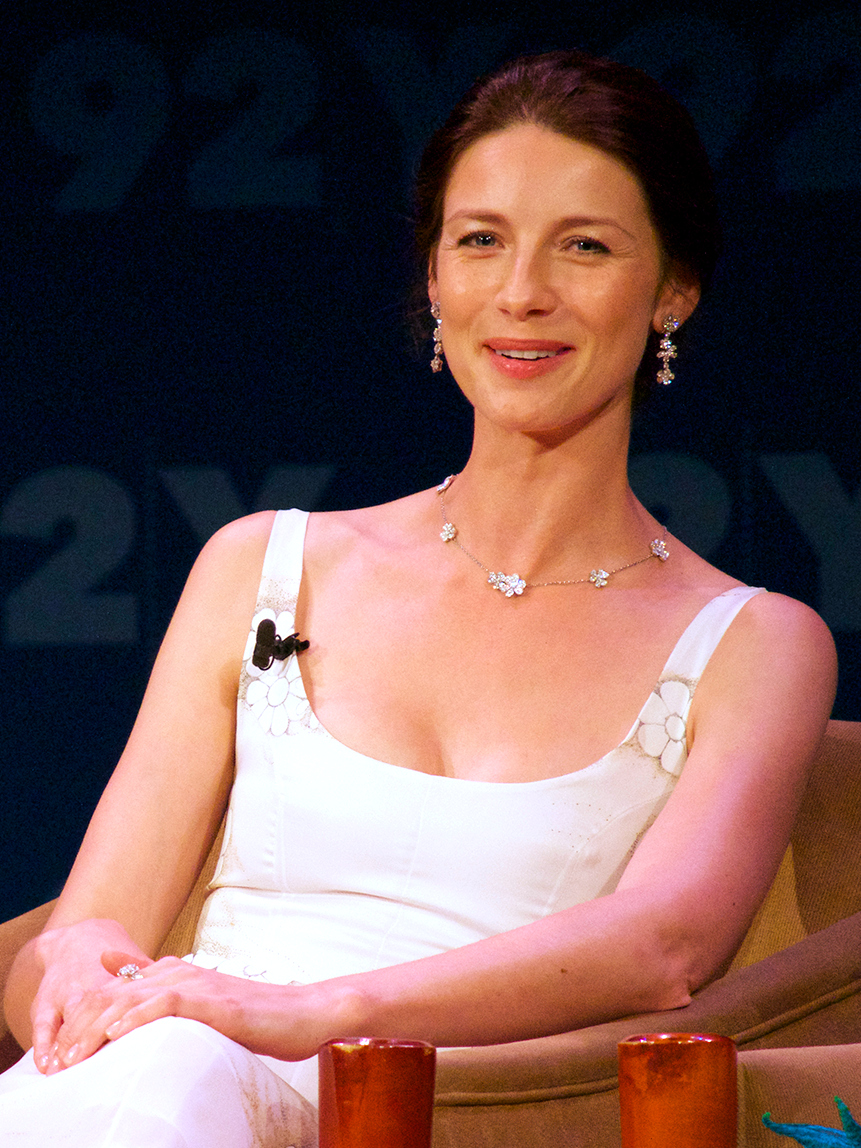
Caitríona Balfe
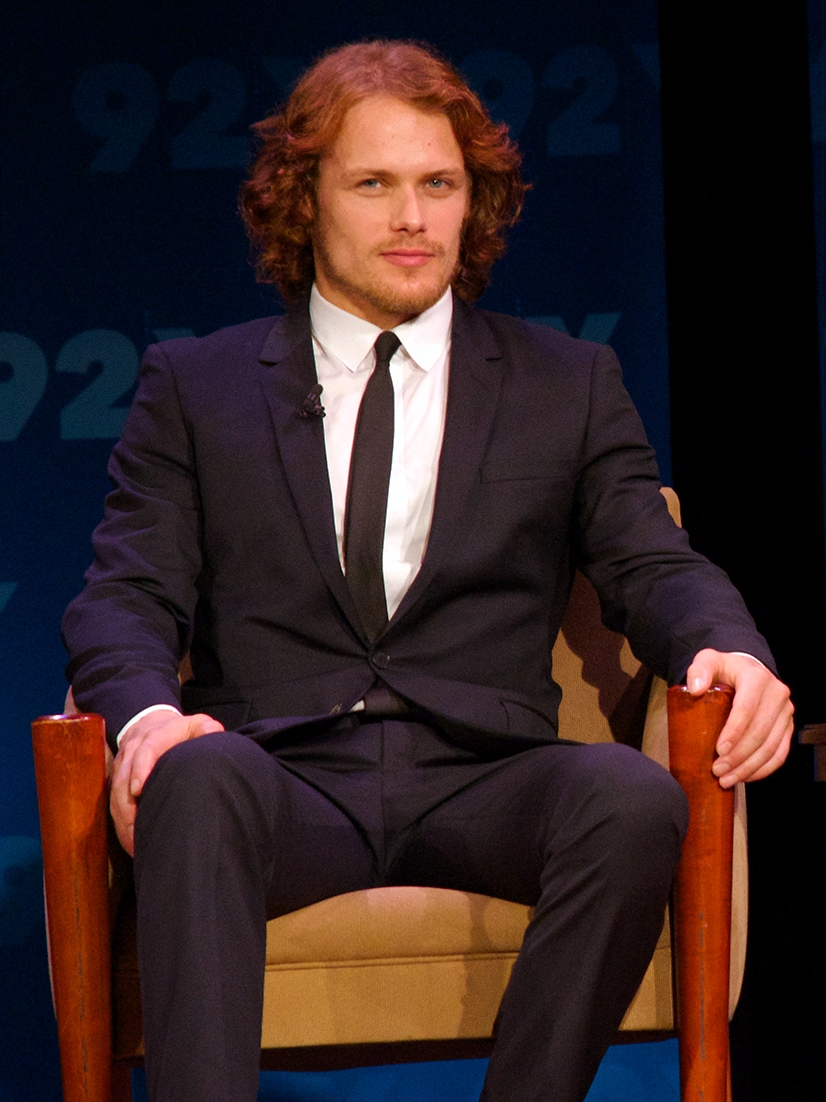
Sam Heughan
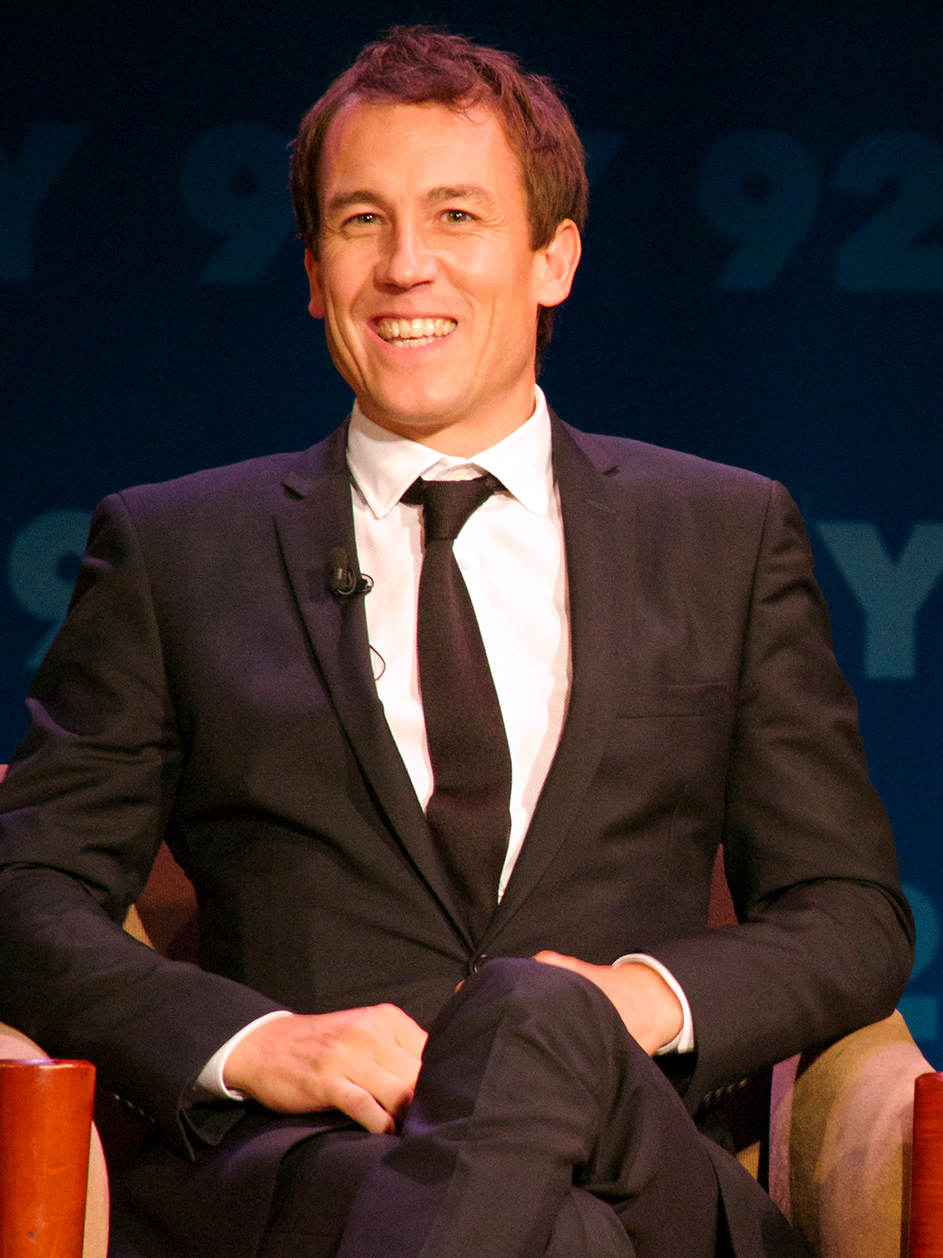
Tobias Menzies
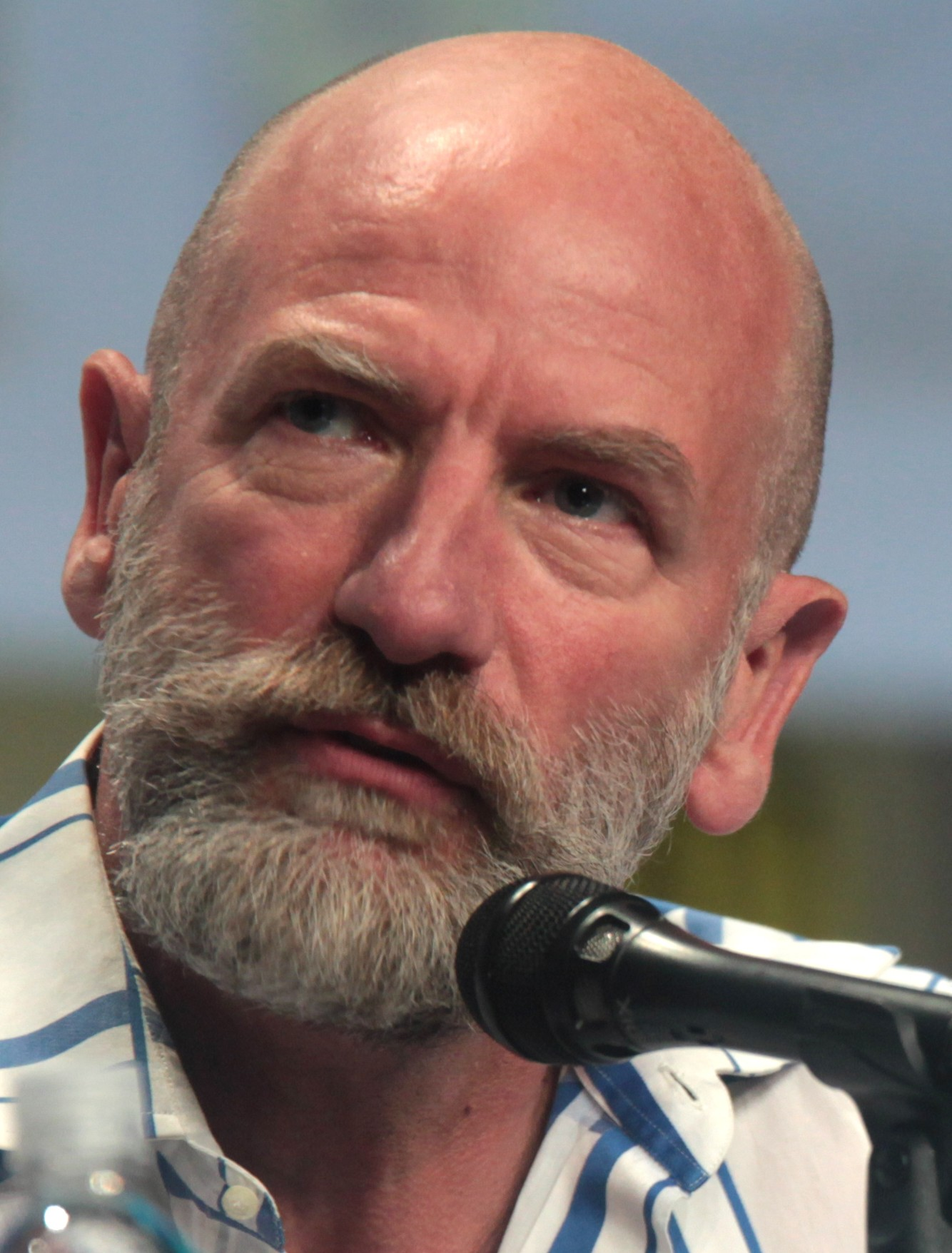
Graham McTavish
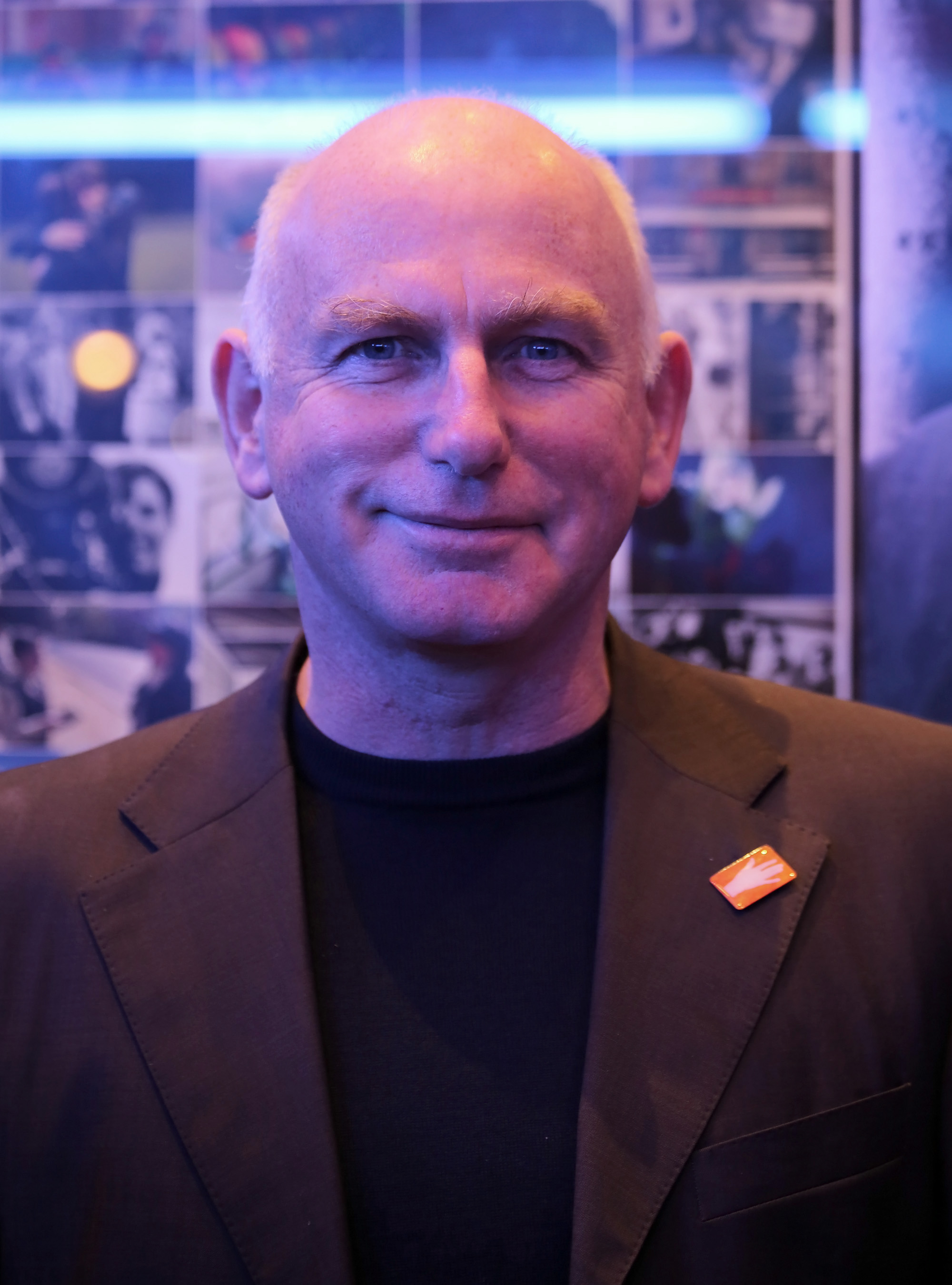
Gary Lewis
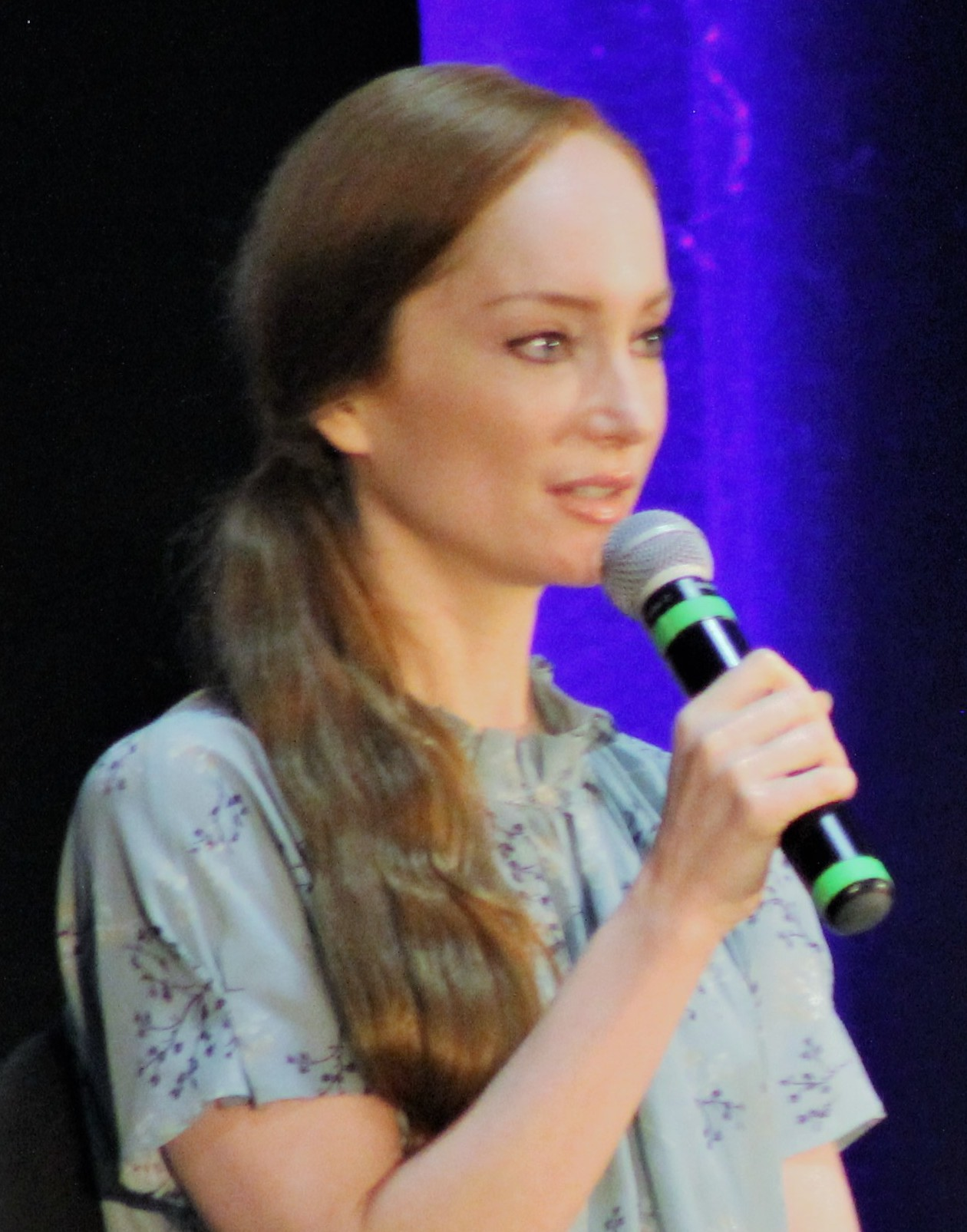
Lotte Verbeek
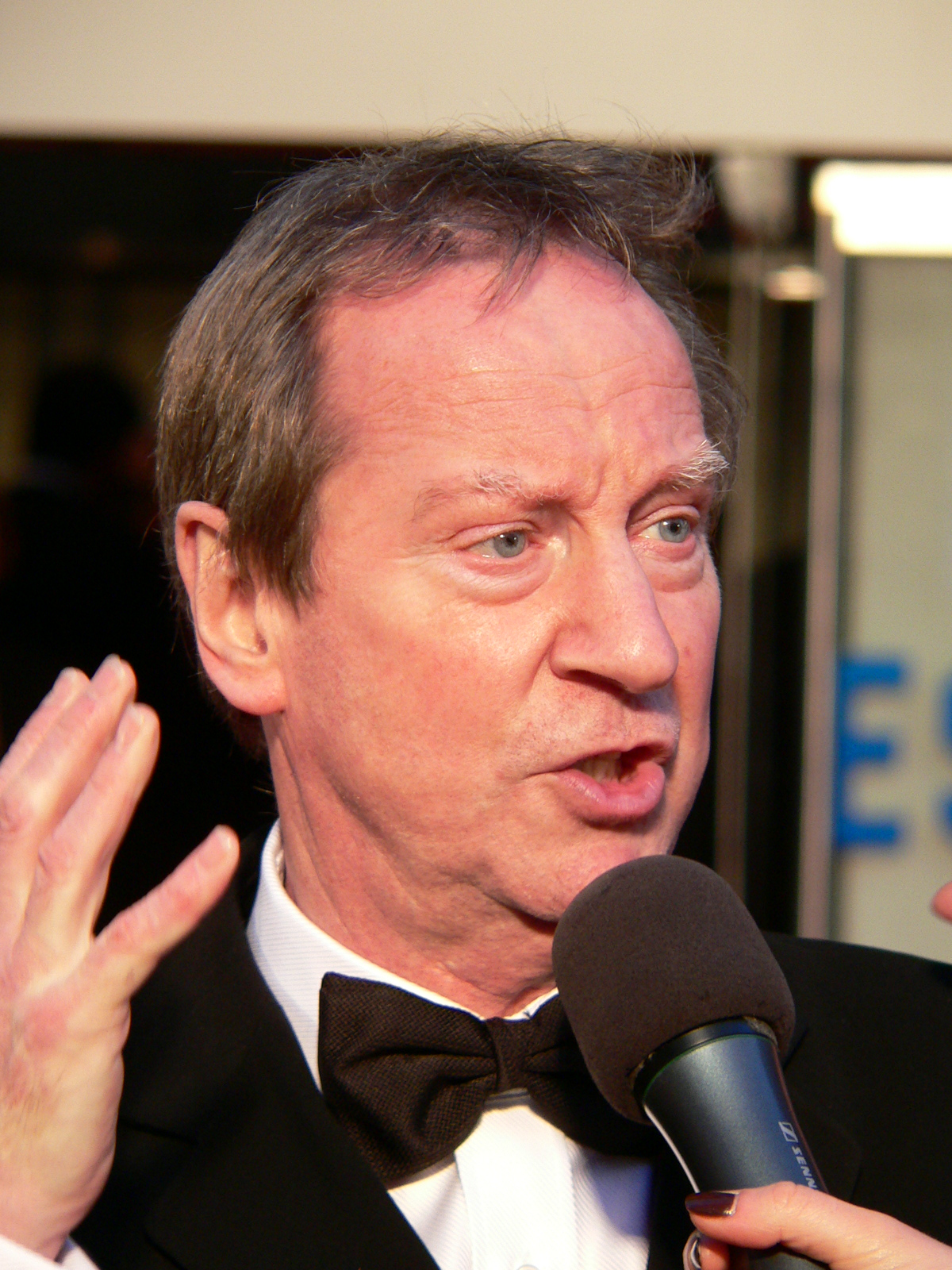
Bill Paterson
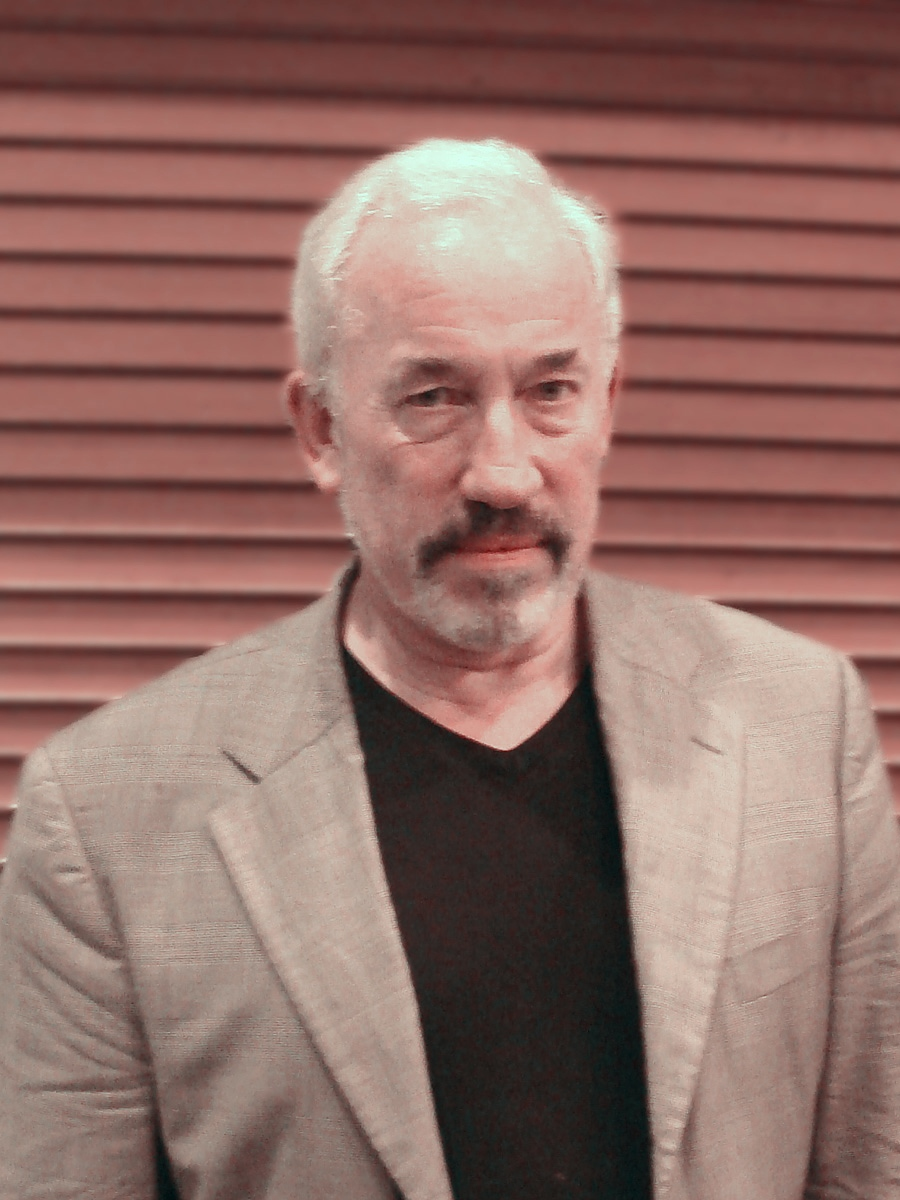
Simon Callow
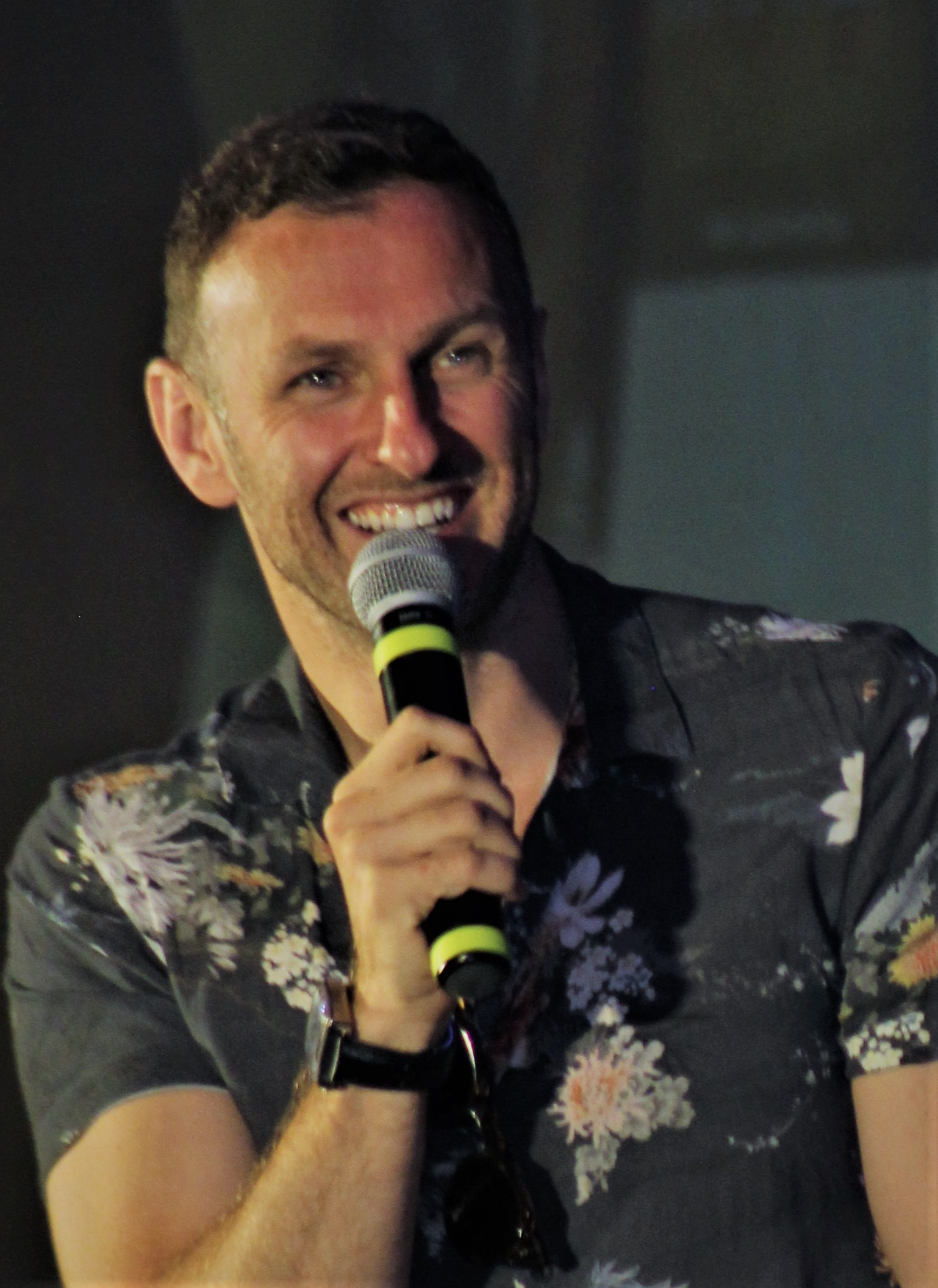
Steven Cree
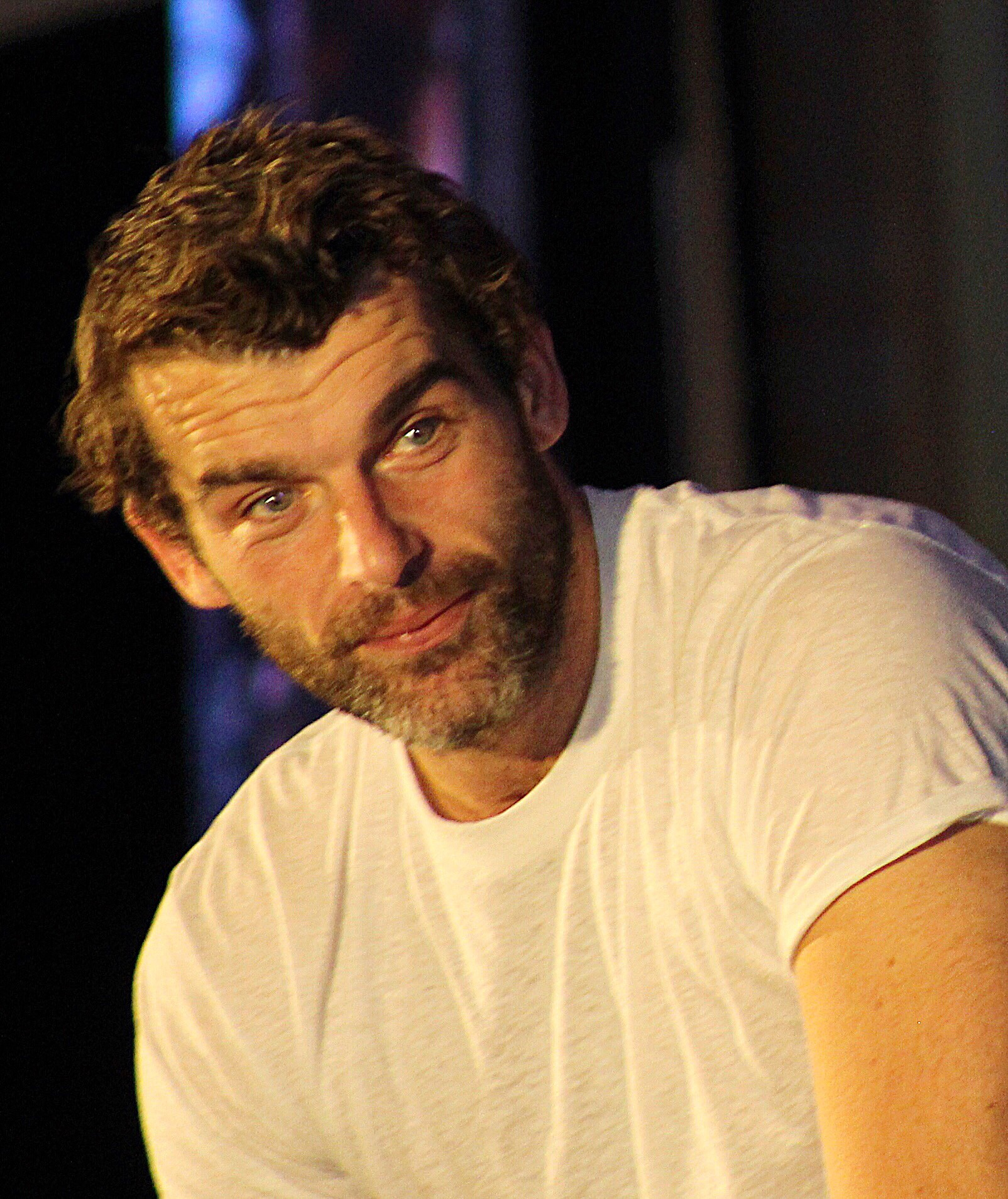
Stanley Weber
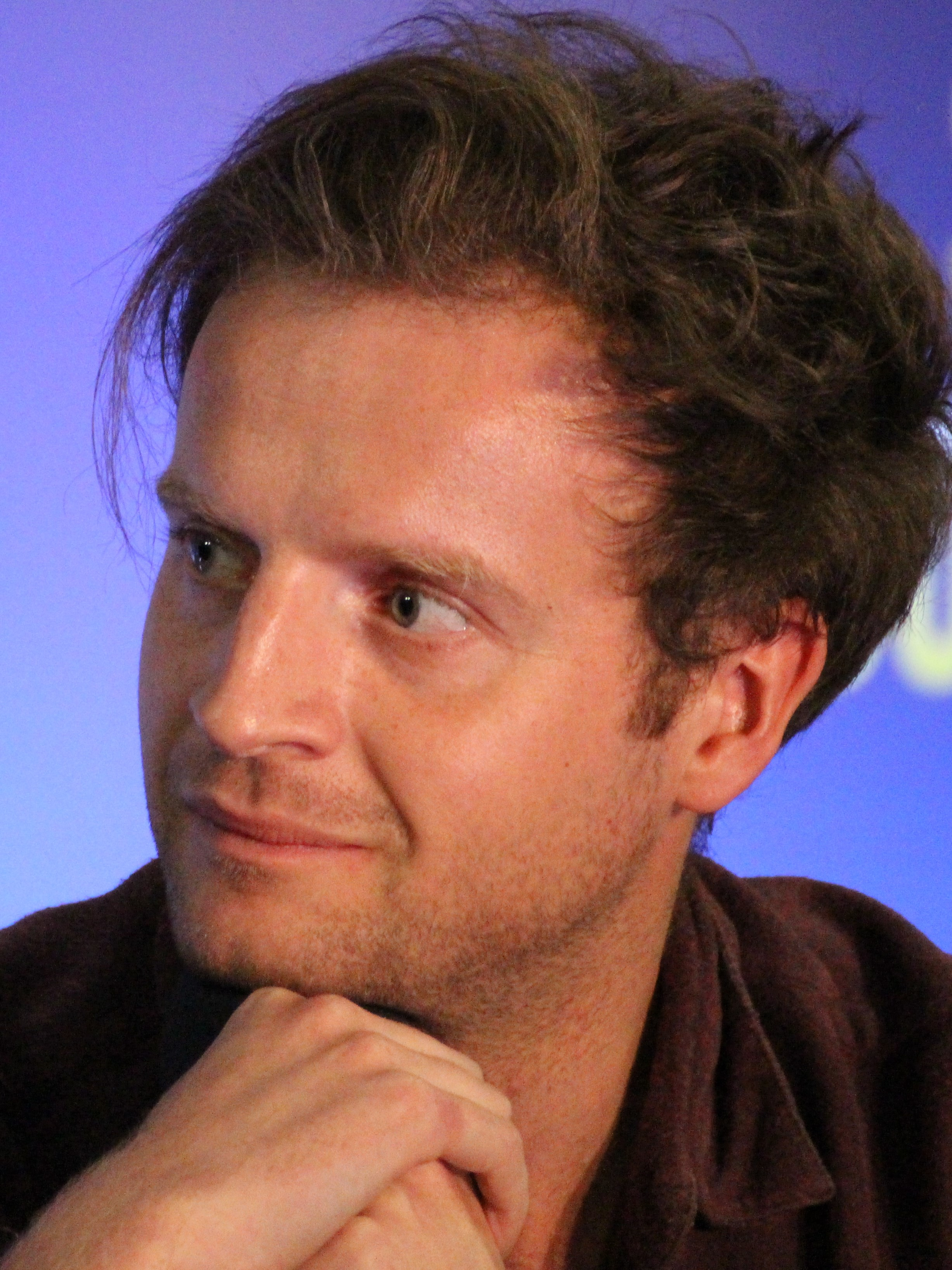
Andrew Gower
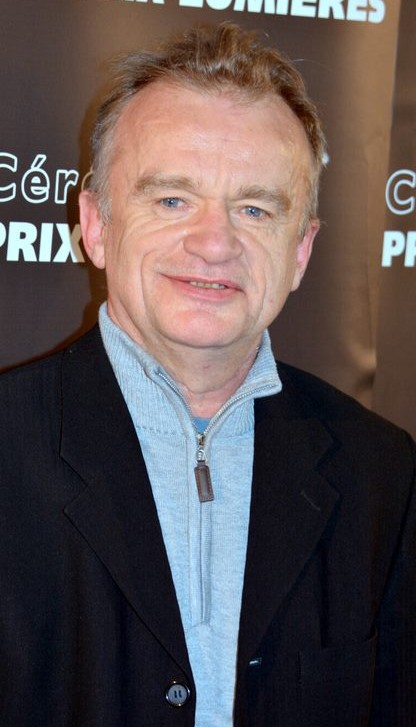
Dominique Pinon
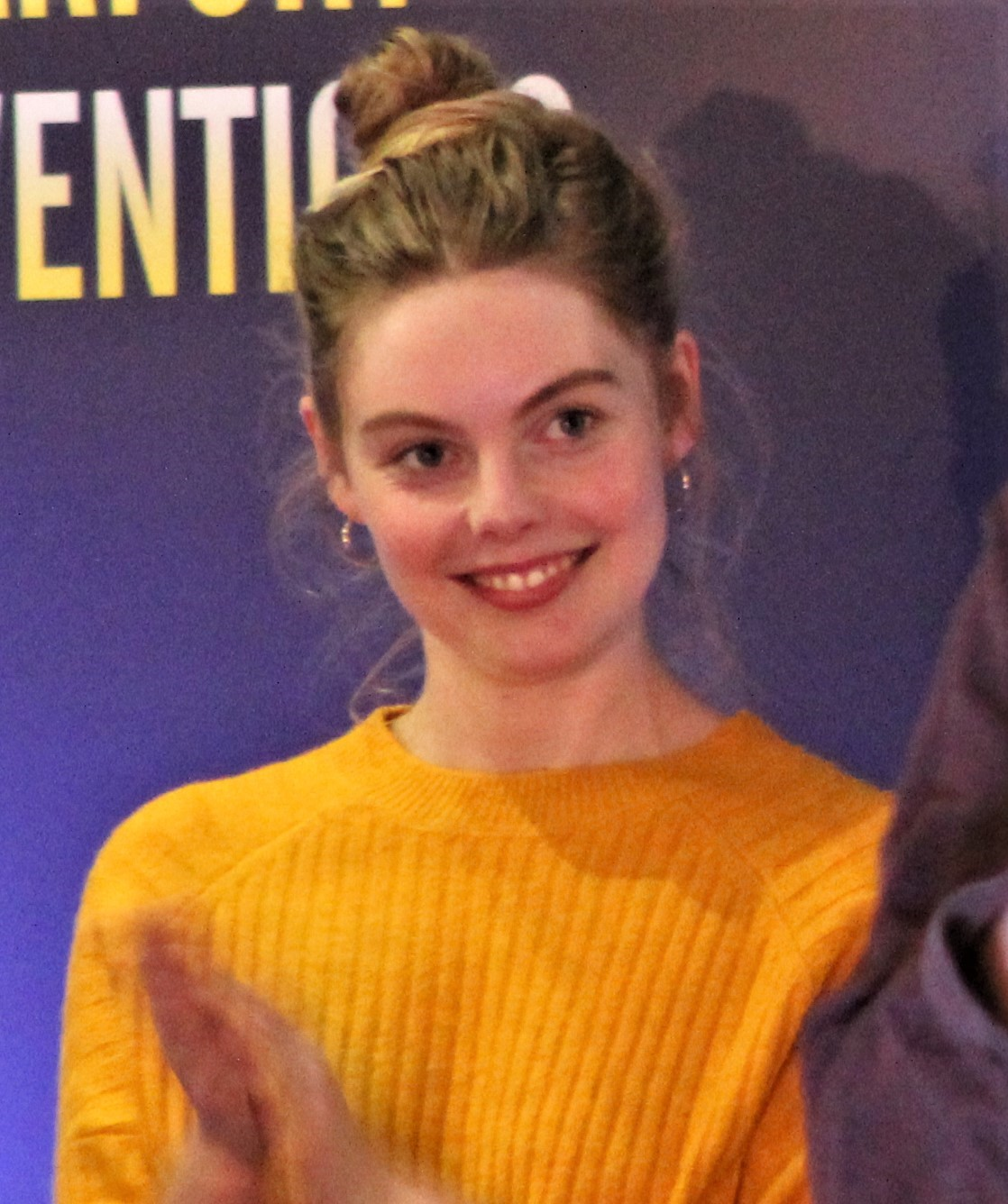
Nell Hudson
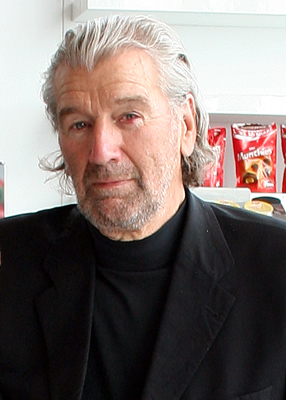
Clive Russell
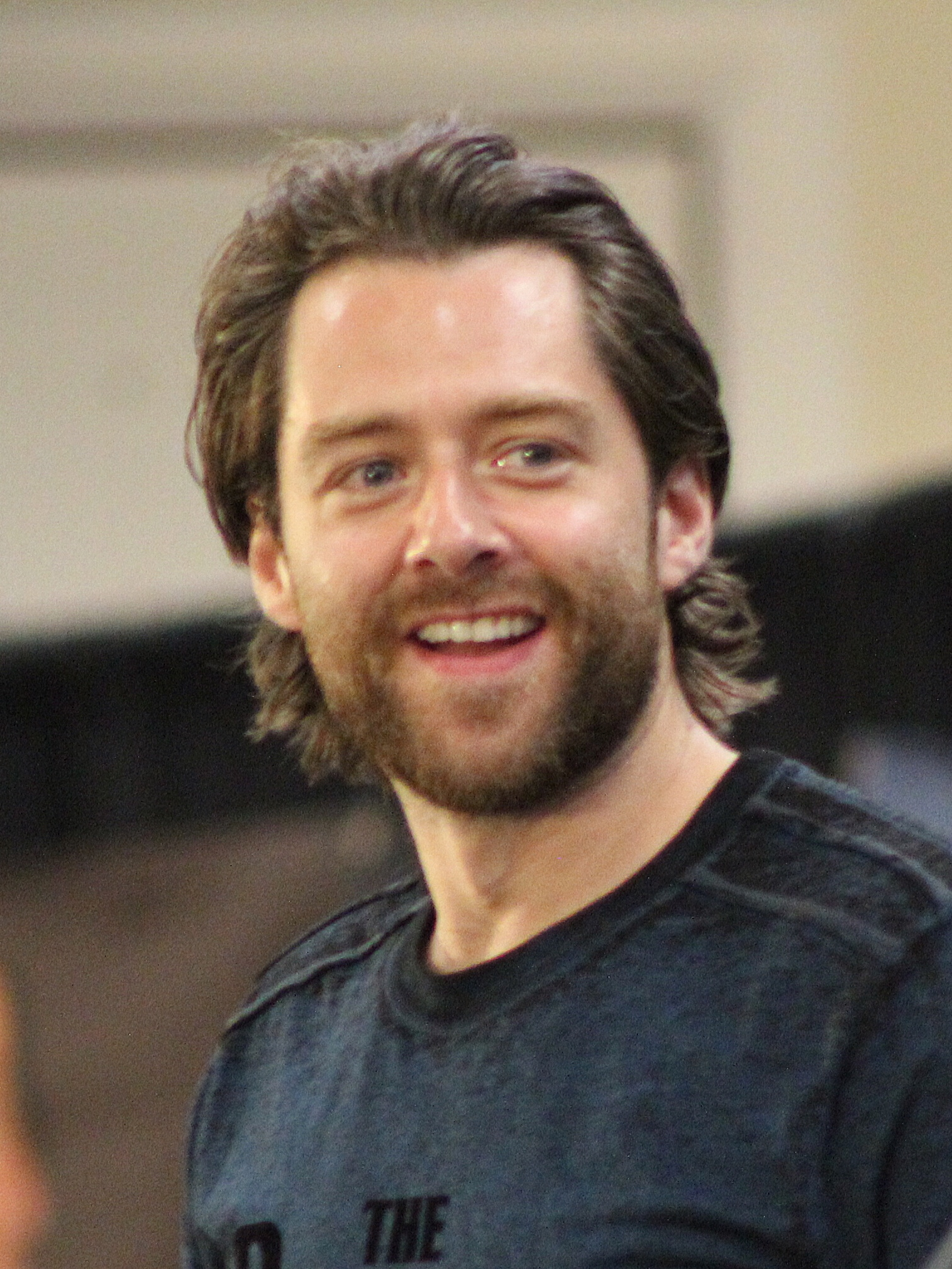
Richard Rankin
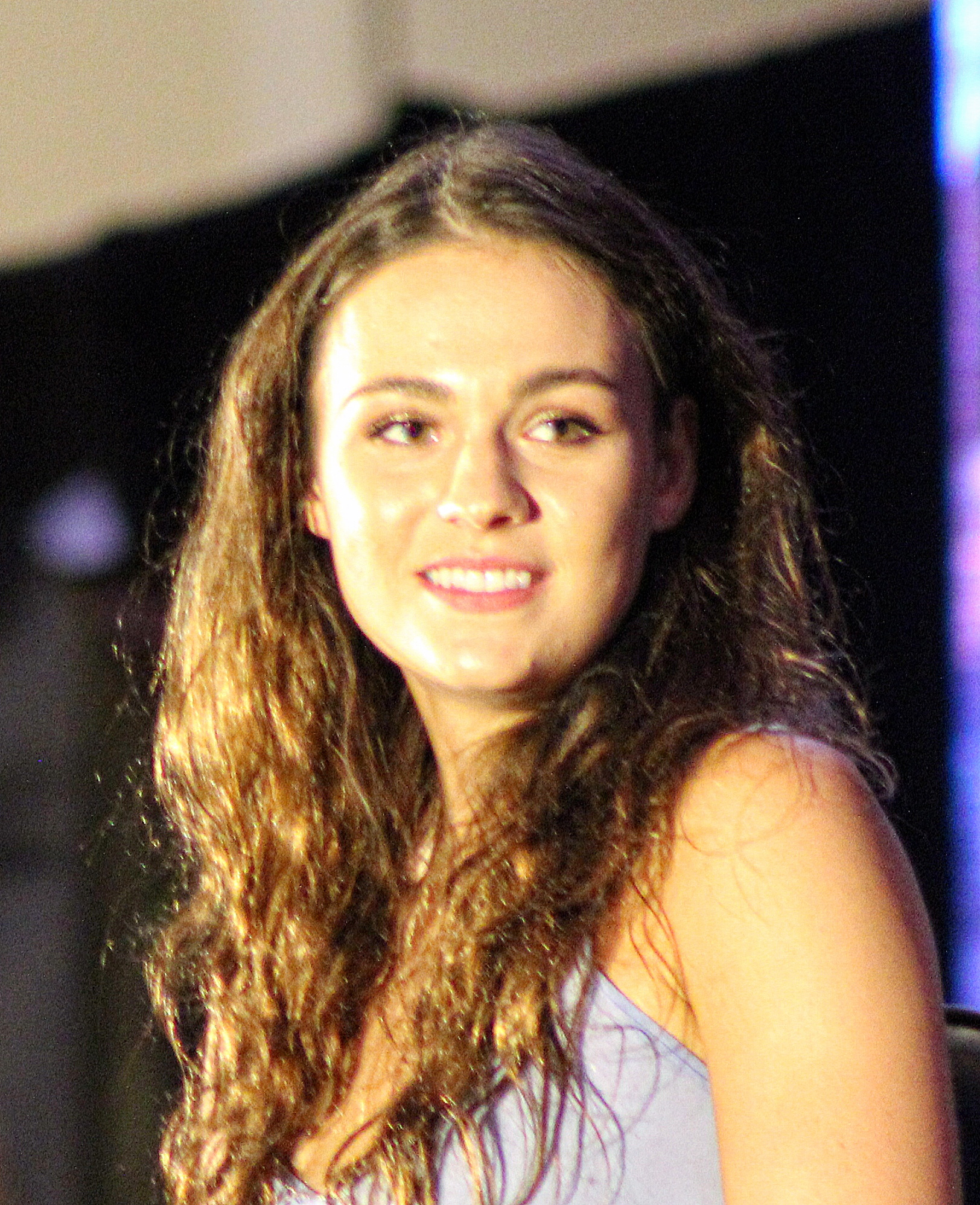
Sophie Skelton
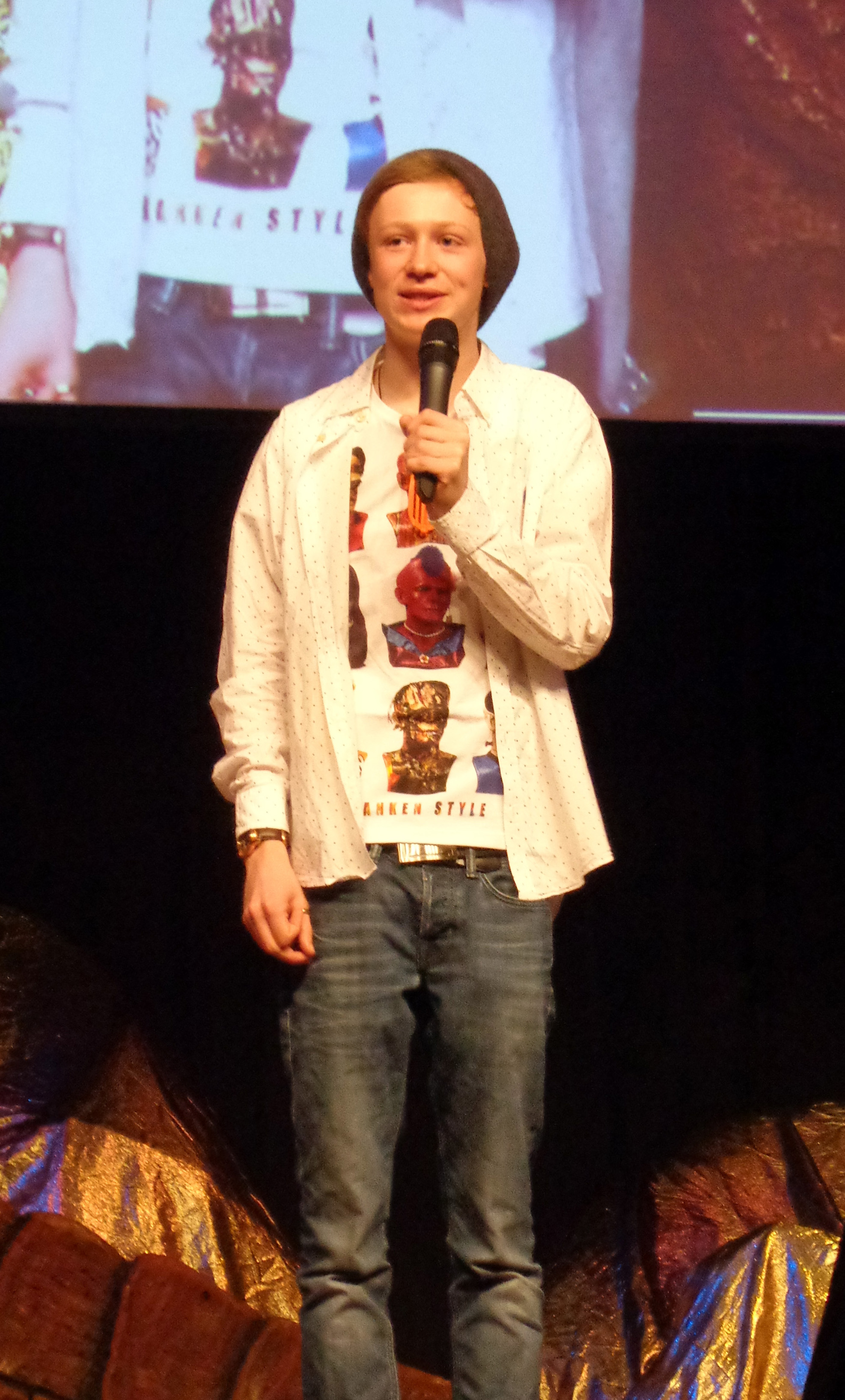
John Bell
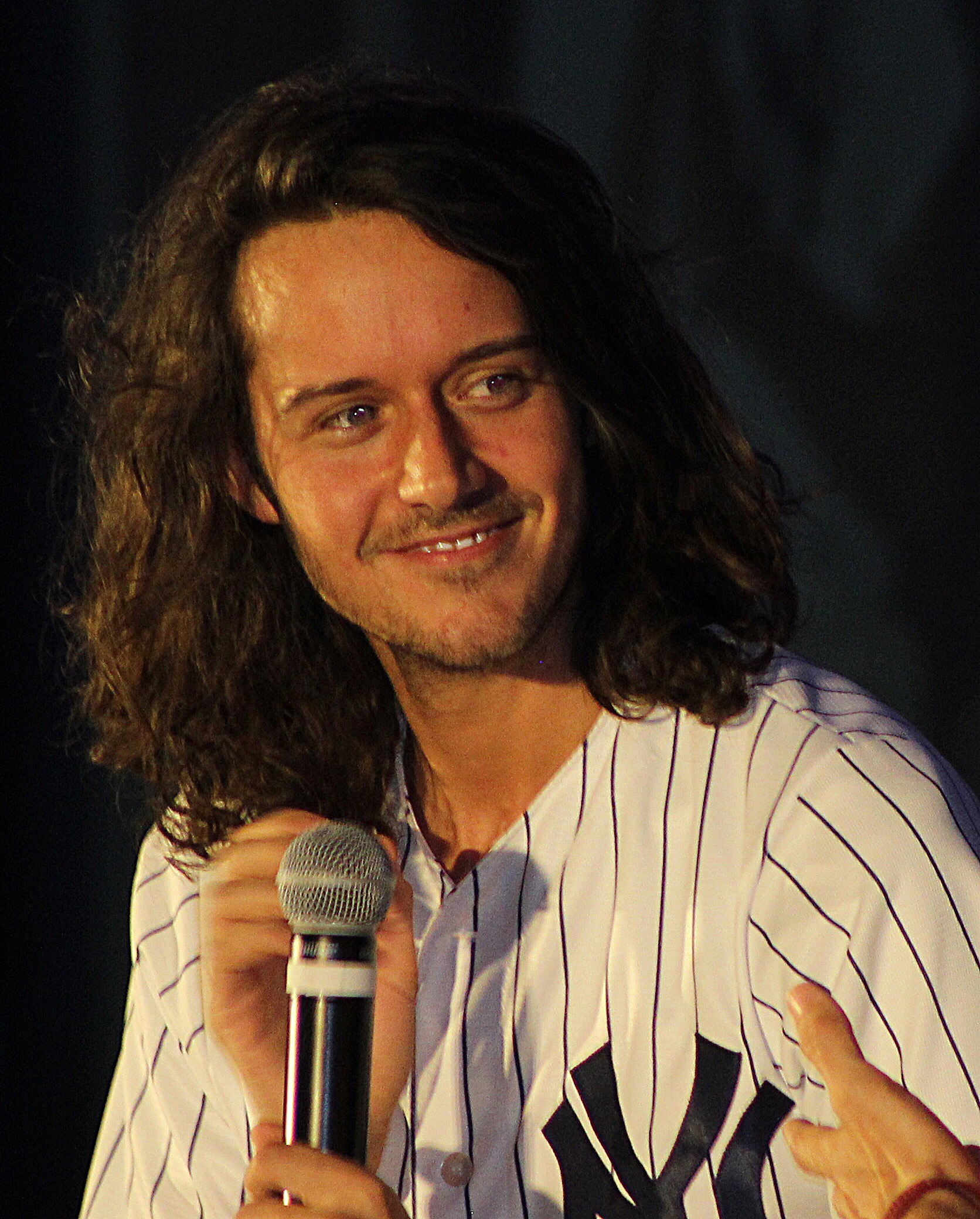
César Domboy
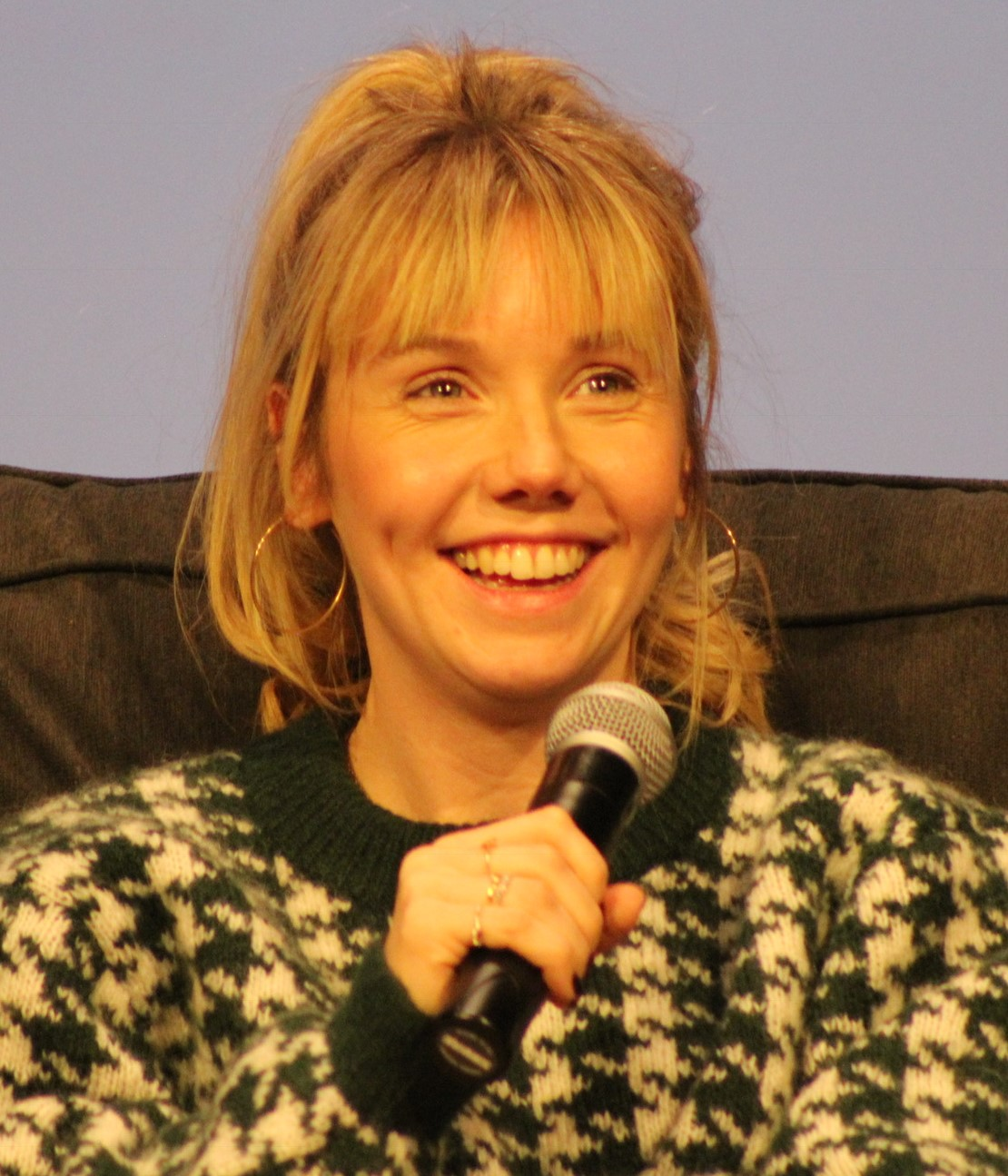
Lauren Lyle
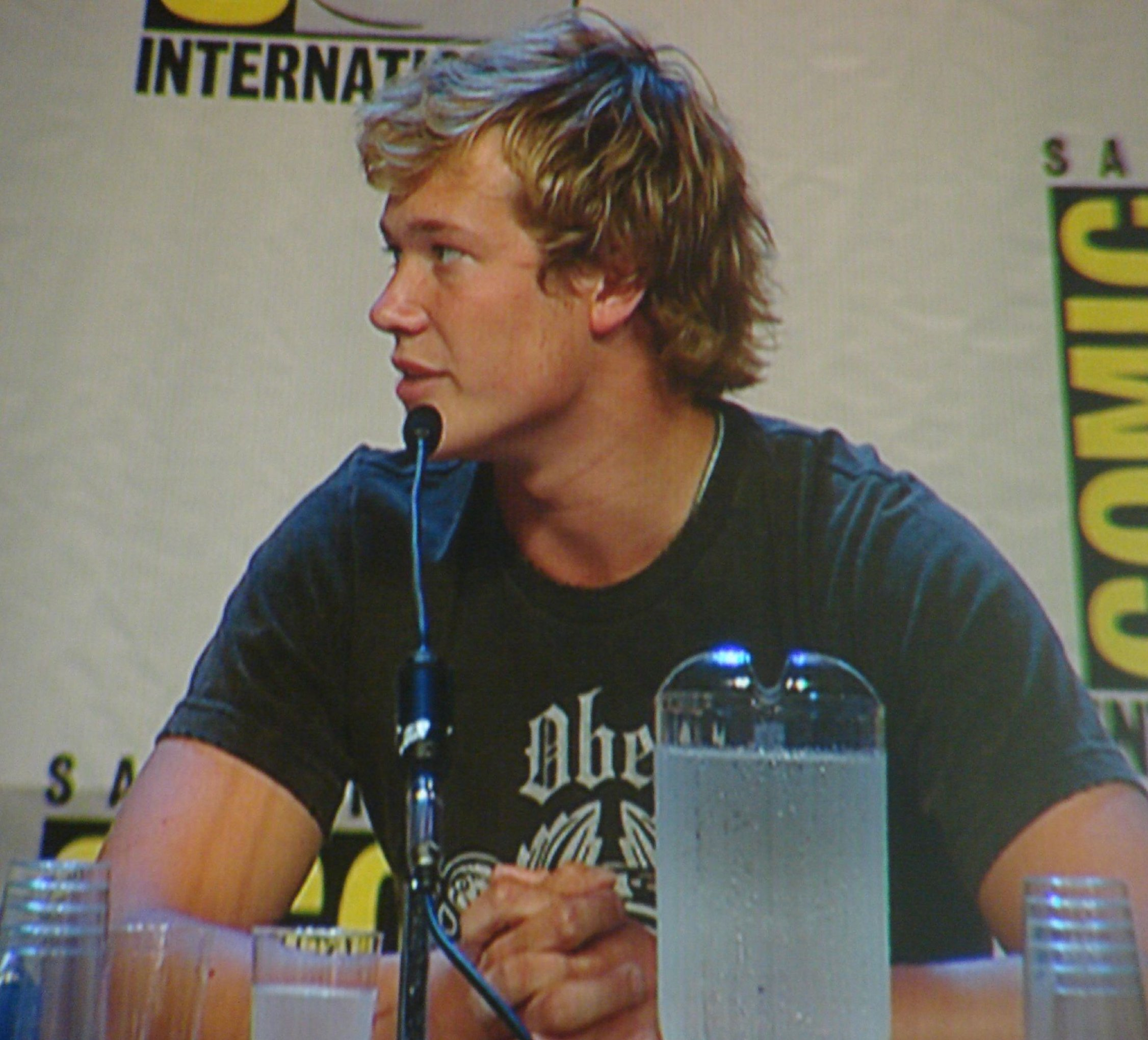
Edward Speleers
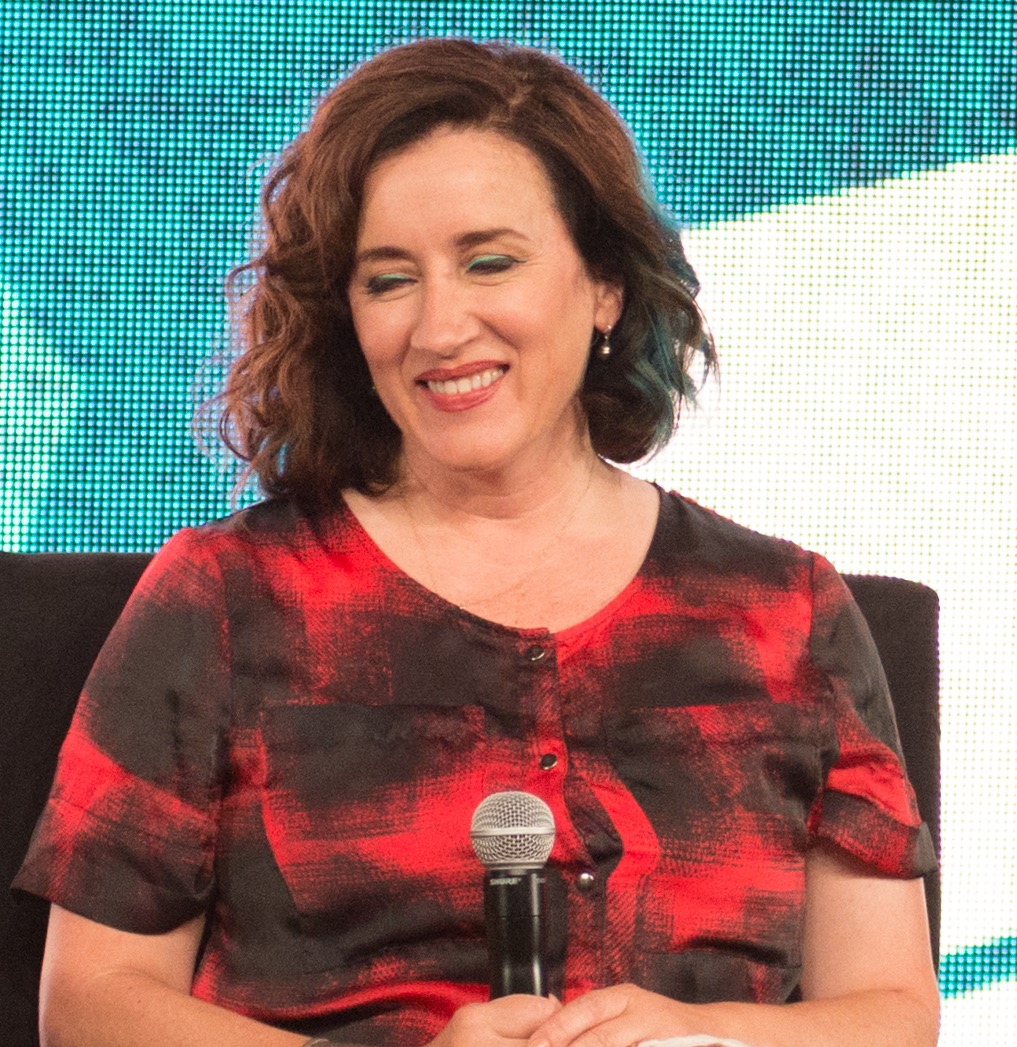
Maria Doyle Kennedy
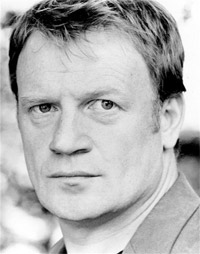
Mark Lewis Jones

### Personaggi ricorrenti
- Reverendo Dottor Reginald Wakefield (stagione 1; ospite stagione 2), interpretato da James Fleet, doppiato da Ambrogio Colombo.
- Signora Graham (stagione 1; ospite stagione 2), interpretata da Tracey Wilkinson, doppiata da Antonella Giannini.
- Glenna Fitzgibbons (stagione 1), interpretata da Annette Badland, doppiata da Lorenza Biella.
- Vecchio Alec (stagione 1), interpretato da Liam Carney.
- Letitia MacKenzie (stagione 1), interpretata da Aislín McGuckin.
- Hamish MacKenzie (stagione 1), interpretato da Roderick Gilkison.
- Tammas (stagione 1), interpretato da Daniel Kerr.
- Jeanie Hume (stagione 1), interpretata da Lucy Hollis.
- Willie (stagione 1), interpretato da Finn Den Hertog, doppiato da Dario De Rosa.
- Lennox (stagione 1), interpretato da Douglas Russell, doppiato da Alessandro Messina.
- Louise de Rohan (stagione 2), interpretata da Claire Sermmone, doppiata da Emanuela D'Amico.
- Joseph Duverney (stagione 2), interpretato da Marc Duret, doppiato da Antonio Palumbo.
- Re Luigi XV (stagione 2), interpretato da Lionel Lingelser, doppiato da Massimo Triggiani.
- Alexander "Alex" Randall (stagione 2), interpretato da Laurence Dobiesz, doppiato da Davide Albano.
- Madame Elise (stagione 2), interpretata da Michèle Belgrand.
- Suzette (stagione 2), interpretata da Adrienne-Marie Zitt, doppiata da Elena Fiorenza.
- Magnus (stagione 2), interpretato da Robbie McIntosh.
- Delphine (stagione 2), interpretata da Marième Diouf.
- Monsieur Forez (stagione 2), interpretato da Niall Greig Fulton, doppiato da Oliviero Dinelli.
- Ross (stagione 2), interpretato da Scott Kyle, doppiato da Alberto Caneva.
- Kincaid (stagione 2), interpretato da Gregor Firth.
- Lord Generale George Murray (stagione 2; ospite stagione 3), interpretato da Julian Wadham, doppiato da Maurizio Fiorentini.
- Quartiermastro John O'Sullivan (stagione 2; ospite stagione 3), interpretato da Gerard Horan.
- Andrew MacDonald (stagione 2; ospite stagioni 1, 3), interpretato da Jim Sweeney.
- Dottor Joe Abernathy (stagione 3; ospite stagione 5), interpretato da Wil Johnson, doppiato da Dario Follis.
- Lesley (stagione 3; ospite stagioni 4, 6), interpretata da Keith Fleming.
- Hayes (stagione 3; ospite stagioni 4, 6), interpretato da James Allenby-Kirk.
- Yi Tien Cho alias Signor Willoughby (stagione 3), interpretato da Gary Young, doppiato da Antonio Palumbo.
- Archibald Campbell (stagione 3), interpretato da Mark Hadfield, doppiato da Giovanni Petrucci.
- Margaret Campbell (stagione 3), interpretata da Alison Pargeter.
- Capitano Thomas Leonard (stagione 3), interpretato da Charlie Hiett, doppiato da Federico Bebi.
- Secondo ufficiale Baxley (stagione 3), interpretato da Russell Crous, doppiato da Federico Melis.
- Hogan (stagione 3), interpretato da Nic Rasenti, doppiato da Gerry Gherardi.
- Manzetti (stagione 3), interpretato da Cameron Robertson, doppiato da Giuseppe Petralia.
- Governatore William Tryon (stagioni 4-5), interpretato da Tim Downie, doppiato da Achille D'Aniello.
- Capitano Freeman (stagione 4), interpretato da Grant Stott.
- Eutroclus (stagione 4), interpretato da Leon Herbert.
- John Quincy Myers (stagioni 4, 5; ospite stagione 6), interpretato da Kyle Rees, doppiato da Alessandro Budroni.
- Fiona Graham Buchan (stagione 4; ospite stagioni 2-3, 7), interpretata da Iona Claire, doppiata da Lavinia Paladino.
- Bryan Cranna (stagione 4; ospite stagione 5), interpretato da Martin Donaghy, doppiato da Alessio Cerchi.
- Murdina Bug (stagioni 5-6; ospite stagione 7), interpretata da Sarah Collier, doppiata da Nadia Perciabosco.
- Arch Bug (stagioni 5-7), interpretato da Hugh Ross, doppiato da Stefano Oppedisano.
- Josiah Beardsley (stagioni 5-6; ospite stagione 7), interpretato da Paul Gorman, doppiato da Alessio Puccio.
- Keziah Beardsley (stagioni 5-6; ospite stagione 7), interpretato da Paul Gorman.
- Isaiah Morton (stagione 5), interpretato da Jon Tarcy, doppiato da Jacopo Lo Conte.
- Tenente Hamilton Knox (stagione 5), interpretato da Michael Xavier, doppiato da Riccardo Scarafoni.
- Ronnie Sinclair (stagioni 5-6; ospite stagione 7), interpretato da Paul Donnelly.
- Germain Fraser (stagioni 5-6), interpretato da Robin Scott.
- Duncan Innes (stagione 5; ospite stagione 6), interpretato da Alastair Findlay, doppiato da Pieraldo Ferrante.
- Evan Lindsay (stagioni 5-6; ospite stagione 7), interpretato da Gary Lamont, doppiato da Michele Mancuso.
- Kenny Lindsay (stagione 5; ospite stagioni 6-7), interpretato da Jack Tarlton.
- Geordie Chisholm (stagione 5; ospite stagione 6), interpretata da Gilly Gilchrist.
- Hugh Findlay (stagione 5), interpretato da Reno Cole.
- Iain Og Findlay (stagione 5), interpretato da Francesco Piacentini-Smith.
- Jeremiah "Jemmy" MacKenzie (stagione 5-in corso), interpretato da Andrew e Matthew Adair (stagioni 5-7) e da Blake Johnston-Miller (stagione 7-in corso).
- Malva Christie (stagione 6; ospite stagione 7), interpretata da Jessica Reynolds, doppiata da Sara Labidi.
- Allan Christie (stagione 6; ospite stagione 7), interpretato da Alexander Vlahos, doppiato da Jacopo Venturiero.
- Maggiore Donald MacDonald (stagione 6; ospite stagione 7), interpretato da Robin Laing, doppiato da Massimo Triggiani.
- Amy McCallum (stagione 6), interpretata da Joanne Thomson, doppiata da Carmen Iovine.
- Aidan McCallum (stagione 6), interpretato da Caleb Reynolds.
- Hiram Crombie (stagione 6; ospite stagione 7), interpretato da Antony Byrne, doppiato da Carlo Petruccetti.
- Signora Crombie (stagione 6), interpretata da Pauline Turner.
- Signora McGregor (stagione 6), interpretata da Thérèse Bradley, doppiata da Nadia Perciabosco.
- Signor McGregor (stagione 6), interpretato da Malcolm Shield.
- Padraic MacNeill (stagione 6), interpretato da Ryan Hunter.
- Obadiah Henderson (stagione 6), interpretato da Euan Bennet, doppiato da Simone Olivieri.
- Wendigo Donner (stagione 7; ospite stagione 5), interpretato da Brennan Martin.
- Ernie Buchan (stagione 7-in corso; ospite stagione 4), interpretato da Ciaron Kelly.
- Rachel Hunter (stagione 7-in corso), interpretata da Izzy Meikle-Small, doppiata da Emanuela Ionica.
- Dott. Denzell Hunter (stagione 7-in corso), interpretato da Joey Phillips.
- Henry Grey (stagione 7-in corso), interpretato da Harry Jarvis.
- Amanda "Mandy" MacKenzie (stagione 7-in corso), interpretata da Rosa Morris.
- Capitano Richardson (stagione 7-in corso), interpretato da Ben Lambert.
- Rob Cameron (stagione 7-in corso), interpretato da Chris Fulton, doppiato da Alessio Nissolino.
- Brigadiere Generale Simon Fraser (stagione 7), interpretato da Angus Macfadyen.
- Colonnello Daniel Morgan (stagione 7), interpretato da Barry O'Connor.
- Brian Fraser (stagione 7; ospite stagione 1), interpretato da Andrew Whipp.
- Mercy Woodcock (stagione 7), interpretata da Gloria Obianyo.
- Signora Figg (stagione 7), interpretata da Sutara Gayle.
- Arabella / Jane Pocock (stagione 7), interpretata da Silvia Presente, doppiata da Giulia Franceschetti.
- Reverendo Peleg Woodsworth (stagione 7-in corso), interpretato da Jonathan Kerrigan.
- Frances "Fanny" Pocock (stagione 7-in corso), interpretata da Florrie Wilkinson.

### Personaggi ospiti
Segue una selezione di personaggi ospiti, apparsi in uno o due episodi di una singola stagione e in più di una stagione.
- Tenente Jeremy Foster (stagioni 1-2), interpretato da Tom Brittney.
- Hugh Munro (stagioni 1-2), interpretato da Simon Meacock.
- Rabbie McNab (stagioni 1-3), interpretato da Jamie Kennedy (stagioni 1-2) e da Stuart Campbell (stagione 3).
- James "Piccolo Jamie" Fraser Murray (stagioni 1, 3, 7), interpretato da Aaron Wright (stagione 1), da Rhys Lambert (stagione 3) e da Conor McCarry (stagioni 3, 7).
- Signora Crook (stagioni 1-2), interpretata da Margaret Fraser.
- Jared Fraser (stagioni 2-3), interpretato da Robert Cavanah.
- Harold "Hal" Grey, Conte di Melton (stagioni 3, 7), interpretato da Sam Hoare.
- Colonnello Harry Quarry (stagioni 3, 6), interpretato da Jay Villiers.
- Joan MacKimmie (stagioni 3-4, 7), interpretata da Layla Burns, doppiata da Margherita Marcucci.
- Phillip Wylie (stagioni 4-5), interpretato da Chris Donald.
- Mary (stagioni 4, 6), interpretata da Mercy Ojelade.
- Ethan MacKinnon (stagioni 4-5), interpretato da Josh Whitelaw.
- Morag MacKenzie (stagioni 4-5), interpretata da Elysia Welch.
- Edmund Fanning (stagioni 4-5), interpretato da Samuel Collings.
- Margaret Tryon (stagioni 4-5), interpretata da Melanie Gray.
- Generale George Washington (stagioni 4, 7), interpretato da Simon Harrison (stagione 4) e da Gary Fannin (stagione 7), doppiato da Alberto Bognanni (stagione 7).
- Wahionhaweh/Emily (stagioni 6-7), interpretata da Morgan Holmstrom.
- Cornelius Harnett (stagioni 6-7), interpretato da James Weber Brown.
- Governatore Josiah Martin (stagioni 6-7), interpretato da Eugene O'Hare.
- Margit (stagioni 6-7), interpretata da Katie Redford.

## Produzione
La serie, ordinata il 25 giugno 2013, è prodotta da Starz in associazione con Sony Pictures Television. L'autrice della saga Diana Gabaldon è stata assunta dalla produzione come consulente.

### Casting
Il 9 luglio 2013 Starz annunciò il primo attore entrato nel cast: Sam Heughan nel ruolo di Jamie Fraser. L'8 agosto seguì la conferma di Tobias Menzies come interprete di Jonathan "Black Jack" Randall e Frank Randall. Dal 4 settembre 2013, Graham McTavish e Gary Lewis si unirono al cast nei ruoli di Dougal e Colum MacKenzie rispettivamente. Il ruolo della protagonista Claire Randall venne assegnato all'attrice Caitríona Balfe in data 11 settembre 2013. Il 16 ottobre 2013, Starz annunciò l'entrata nel cast di Lotte Verbeek nella parte di Geillis Duncan.
A dicembre 2015 Richard Rankin è entrato nel cast per il ruolo di Roger Wakefield; mentre a gennaio 2016, Sophie Skelton è stata scelta per il ruolo di Brianna Fraser.

### Riprese
I teatri di posa, costruiti per accomodare le esigenze della serie televisiva, si trovano nella città di Cumbernauld in Scozia e le riprese si svolgono in varie location presenti su tutto il territorio scozzese. Le riprese della prima stagione sono iniziate ad ottobre 2013 e si sono prolungate fino a settembre 2014. Le riprese della seconda stagione sono iniziate a maggio 2015 e sono terminate a febbraio 2016. Le riprese della terza stagione sono iniziate ad agosto 2016 e sono terminate a giugno 2017. Le riprese della quarta stagione sono iniziate a ottobre 2017 e sono terminate a luglio 2018. Le riprese della quinta stagione sono iniziate nell'aprile 2019 e sono terminate a novembre dello stesso anno. Le riprese della sesta stagione sono iniziate a gennaio 2021 e sono terminate nel giugno dello stesso anno. Le riprese della settima stagione sono iniziate nell'aprile 2022 e sono terminate il 24 febbraio 2023. Le riprese dell'ottava e ultima stagione sono iniziate a marzo 2024 e sono terminate il 27 settembre seguente.

### Rinnovi
In data 15 agosto 2014, la serie è stata rinnovata per una seconda stagione di 13 episodi. Il 1º giugno 2016, Starz ha rinnovato la serie per una terza e una quarta stagione. Il 9 maggio 2018, Starz ha rinnovato la serie per una quinta e una sesta stagione. Il 14 marzo 2021, la serie è stata rinnovata per una settima stagione, composta da 16 episodi. Il 19 gennaio 2023 Starz ha rinnovato la serie per un'ottava e ultima stagione, composta da 10 episodi.

### Trasposizione dei romanzi
I responsabili della produzione hanno dichiarato che ogni stagione della serie avrebbe adattato un singolo libro della saga originale. Tuttavia, la serie è composta da sole otto stagioni, mentre i romanzi sono dieci.
| Stagione | Episodi | Ordinata        | Riprese        | Riprese           | Trasmissione      | Trasmissione     | Romanzi corrispondenti                                                                         |
| Stagione | Episodi | Ordinata        | Inizio         | Fine              | Premiere          | Finale           | Romanzi corrispondenti                                                                         |
| -------- | ------- | --------------- | -------------- | ----------------- | ----------------- | ---------------- | ---------------------------------------------------------------------------------------------- |
| Prima    | 16      | 25 giugno 2013  | 7 ottobre 2013 | 24 settembre 2014 | 9 agosto 2014     | 30 maggio 2015   | La straniera (romanzo originale: Outlander)                                                    |
| Seconda  | 13      | 15 agosto 2014  | 7 maggio 2015  | 27 febbraio 2016  | 9 aprile 2016     | 9 luglio 2016    | L'amuleto d'ambra e Il ritorno (romanzo originale: Dragonfly in Amber)                         |
| Terza    | 13      | 1º giugno 2016  | 21 agosto 2016 | 16 giugno 2017    | 10 settembre 2017 | 10 dicembre 2017 | Il cerchio di pietre e La collina delle fate (romanzo originale: Voyager)                      |
| Quarta   | 13      | 1º giugno 2016  | 9 ottobre 2017 | 5 luglio 2018     | 4 novembre 2018   | 27 gennaio 2019  | Tamburi d'autunno e Passione oltre il tempo (romanzo originale: Drums of Autumn)               |
| Quinta   | 12      | 9 maggio 2018   | 8 aprile 2019  | 21 novembre 2019  | 16 febbraio 2020  | 10 maggio 2020   | La croce di fuoco e Vessilli di guerra (romanzo originale: The Fiery Cross)                    |
| Sesta    | 8       | 9 maggio 2018   | 7 gennaio 2021 | 1º giugno 2021    | 6 marzo 2022      | 24 aprile 2022   | Nevi infuocate e Cannoni per la libertà (romanzo originale: A Breath of Snow and Ashes)        |
| Settima  | 16      | 14 marzo 2021   | 6 aprile 2022  | 24 febbraio 2023  | 16 giugno 2023    | 17 gennaio 2025  | Destini incrociati e Il prezzo della vittoria (romanzo originale: An Echo in the Bone)         |
| Ottava   | 10      | 19 gennaio 2023 | 25 marzo 2024  | 27 settembre 2024 | N/D               | N/D              | Legami di sangue e Prigioniero di nessuno (romanzo originale: Written in My Own Heart's Blood) |

## Distribuzione
Negli Stati Uniti, la prima stagione di Outlander è stata trasmessa in prima visione assoluta sul canale via cavo Starz dal 9 agosto 2014 al 30 maggio 2015, la seconda dal 9 aprile al 9 luglio 2016, la terza stagione dal 10 settembre al 10 dicembre 2017, la quarta dal 4 novembre 2018 al 27 gennaio 2019, la quinta dal 16 febbraio al 10 maggio 2020, la sesta dal 6 marzo al 1º maggio 2022.
La prima parte della settima stagione ha debuttato il 16 giugno 2023 mentre la seconda dal 22 novembre 2024. L'ottava e ultima stagione sarà trasmessa all'inizio del 2026.
Outlander ha debuttato in Australia su SoHo il 14 agosto 2014 e in Canada su Showcase il 24 agosto dello stesso anno. In Irlanda è trasmessa dal 21 ottobre 2014. Nel Regno Unito, Amazon ha acquistato i diritti per la distribuzione, la serie è pubblicata dal 26 marzo 2015 su Prime Video. In Nuova Zelanda, Outlander era precedentemente distribuita dal servizio di streaming Lightbox. A seguito dell'acquisizione della piattaforma da parte di Sky, il servizio di streaming Neon la distribuisce nel Paese.
In Italia le prime cinque stagioni sono andate in onda in prima visione assoluta sul canale satellitare Fox Life dal 9 marzo 2015 al 25 giugno 2020. Dalla sesta stagione è trasmessa su Sky Serie dal 26 aprile 2022.

### Edizione italiana
La direzione del doppiaggio è a cura di Francesco Marcucci, su dialoghi di Fabrizio Manfredi, Emanuela D'Amico e dello stesso Marcucci, per conto di CDR.

## Accoglienza

### Critica

#### Stagione 1
La prima stagione ha ricevuto recensioni positive dalla critica. Rotten Tomatoes riporta il 91% delle recensioni professionali positive, con un voto medio di 7,95 su 10 basato su 261 critiche. Il consenso critico del sito web indica: «Outlander è un unico, soddisfacente adattamento del libro da cui è tratta, portato alla vita da uno scenario lussureggiante e una potente chimica tra i suoi protagonisti.» Metacritic, invece, ha assegnato un punteggio di 73 su 100 basato su 34 recensioni, indicando "recensioni generalmente favorevoli".
The Huffington Post ha descritto il primo episodio come "un capolavoro di una profondità impressionante... È fantastico!" Entertainment Weekly ha votato la première con una A-, scrivendo che l'episodio è "sexy, intelligente ed eccitante". Anche Matt Zoller Seitz del New York magazine ha lodato la serie, definendola "provocatoriamente un proprio insieme di fantasy romantico, viaggi nel tempo e dramma in tempo di guerra (ambientata in due periodi di tempo)". Sonia Saraiya di The A.V. Club ha dato alla prima stagione una A, scrivendo che la serie "rappresenta della Scozia del 1743 quello che Downton Abbey rappresenta dell'Inghilterra del 1912" e aggiungendo che "Outlander riesce egregiamente nel suo intento... Essa si rifiuta di sedersi comodamente in alcun genere".

#### Stagione 2
La seconda stagione è stata acclamata dalla critica. Rotten Tomatoes riporta il 92% delle recensioni professionali positive, con un voto medio di 8,05 su 10 basato su 234 critiche. Il consenso critico del sito web indica: «Outlander ritorna con una seconda stagione di mistero e profondo romanticismo mentre Claire e Jamie affrontano Parigi.» Metacritic, invece, ha assegnato un punteggio di 85 su 100 basato su 11 recensioni, indicando "plauso universale".
Basata su cinque episodi, Marah Eakin di The A.V. Club ha attribuito un perfetto "A" e ha dichiarato «Non è solo scritta bene e splendida da guardare. È davvero coinvolgente. ... Outlander si sente importante, ancora di più nella sua seconda stagione.»

#### Stagione 3
La terza stagione è stata acclamata dalla critica. Rotten Tomatoes riporta il 90% delle recensioni professionali positive, con un voto medio di 7,95 su 10 basato su 195 critiche. Il consenso critico del sito web indica: «L'epica storia d'amore di Outlander ritorna con la stessa narrazione convincente e un livello di maturità in più.» Metacritic, invece, ha assegnato un punteggio di 87 su 100 basato su 6 recensioni, indicando "plauso universale".
Basata su sei episodi per la sua recensione, Liz Shannon Miller di IndieWire ha assegnato un voto "A"- e ha affermato: «Questa è una serie che cresce e matura dal suo primo episodio, in modi che sfidano le nostre previsioni iniziali.»

#### Stagione 4
La quarta stagione ha ricevuto recensioni positive dalla critica. Rotten Tomatoes riporta l'88% delle recensioni professionali positive, con un voto medio di 7,15 su 10 basato su 170 critiche. Il consenso critico del sito web indica: «L'epopea romantica di Outlander si insedia in una violenta quarta stagione, piantando la sua bandiera nella frontiera americana mentre si incammina su argomenti più oscuri.» Metacritic, invece, ha assegnato un punteggio di 71 su 100 basato su 6 recensioni, indicando "recensioni generalmente favorevoli".

#### Stagione 5
La quinta stagione ha ricevuto recensioni positive dalla critica. Rotten Tomatoes riporta l'86% delle recensioni professionali positive, con un voto medio di 7 su 10 basato su 142 critiche. Il consenso critico del sito web indica: «La passione romantica di Outlander non brucia così intensa come in questa quinta stagione, ma i Fraser rimangono una coppia affascinante mentre cercano di edificare una casa insieme.» Metacritic, invece, ha assegnato un punteggio di 73 su 100 basato su 4 recensioni, indicando "recensioni generalmente favorevoli".

#### Stagione 6
Rotten Tomatoes riporta l'89% delle recensioni professionali positive, con un voto medio di 7,80 su 10 basato su 9 critiche.

#### Stagione 7
La settima stagione ha ricevuto recensioni positive dalla critica. Rotten Tomatoes riporta il 95% delle recensioni professionali positive, con un voto medio di 7,60 su 10 basato su 18 critiche. Metacritic, invece, ha assegnato un punteggio di 75 su 100 basato su 4 recensioni, indicando "recensioni generalmente favorevoli".

## Riconoscimenti
- 2014 – Critics' Choice Television Award[70]
  - Miglior serie televisiva emergente
- 2015 – Primetime Creative Arts Emmy Award[71]
  - Candidatura per la miglior composizione musicale per una serie a Bear McCreary per l'episodio La straniera
- 2015 – Saturn Awards[72][73]
  - Candidatura alla miglior serie televisiva
  - Miglior attrice in una serie televisiva a Caitríona Balfe
  - Candidatura al miglior attore in una serie televisiva a Sam Heughan
  - Candidatura al miglior attore in una serie televisiva Tobias Menzies
- 2015 – People's Choice Awards[74]
  - Miglior serie televisiva fantasy/sci-fi
- 2015 – Irish Film & Television Awards[75]
  - Candidatura alla miglior attrice televisiva emergente a Caitríona Balfe
  - Candidatura alla miglior attrice televisiva a Caitríona Balfe
- 2016 – Golden Globe[76]
  - Candidatura alla miglior serie televisiva drammatica
  - Candidatura alla miglior attrice protagonista in una serie drammatica a Caitríona Balfe
  - Candidatura al miglior attore non protagonista in una serie drammatica a Tobias Menzies
- 2016 – BAFTA Scotland[77]
  - Candidatura alla miglior serie drammatica
  - Miglior attrice in una serie drammatica a Caitríona Balfe
  - Candidatura al miglior attore in una serie drammatica a Sam Heughan
- 2016 – Primetime Creative Arts Emmy Award[71]
  - Candidatura alla miglior scenografia per una serie, miniserie o film in costume a Jon Gary Steele, Nicki McCallum e Gina Cromwell per gli episodi Alla corte di Re Luigi e Faith
  - Candidatura ai migliori costumi per una serie, miniserie o film in costume a Terry Dresbach, Elle Wilson, Nadine Powell e Anna Lau per l'episodio Alla corte di Re Luigi
- 2016 – People's Choice Awards[78]
  - Miglior serie televisiva fantasy/sci-fi
  - Miglior attrice in una serie fantasy/sci-fi a Caitríona Balfe
  - Candidatura al miglior attore in una serie fantasy/sci-fi a Sam Heughan
- 2016 – Saturn Awards[79][80]
  - Miglior serie televisiva fantasy
  - Miglior attrice in una serie televisiva a Caitríona Balfe
  - Candidatura al miglior attore in una serie televisiva a Sam Heughan
- 2016 - Irish Film & Television Awards[81]
  - Candidatura alla miglior attrice televisiva a Caitríona Balfe
- 2017 – Golden Globe[82]
  - Candidatura alla miglior attrice in una serie drammatica a Caitríona Balfe
- 2017 – People's Choice Awards[78]
  - Miglior serie televisiva
  - Miglior serie televisiva fantasy/sci-fi
  - Miglior attrice in una serie fantasy/sci-fi a Caitríona Balfe
  - Miglior attore in una serie fantasy/sci-fi a Sam Heughan
- 2017 – Saturn Awards[83]
  - Candidatura alla miglior attrice televisiva a Caitríona Balfe
  - Candidatura al miglior attore televisivo a Sam Heughan
  - Candidatura alla miglior guest performance televisiva a Dominique Pinon
- 2017 - Irish Film & Television Awards[84]
  - Candidatura alla miglior attrice televisiva a Caitríona Balfe
- 2018 – Golden Globe[85]
  - Candidatura alla miglior attrice in una serie drammatica a Caitríona Balfe
- 2018 – Saturn Awards[86][87]
  - Miglior serie televisiva fantasy
  - Candidatura alla miglior attrice in una serie televisiva a Caitríona Balfe
  - Candidatura al miglior attore in una serie televisiva a Sam Heughan
- 2019 – Golden Globe[88]
  - Candidatura alla miglior attrice in una serie drammatica a Caitríona Balfe
- 2019 – Saturn Awards[89]
  - Candidatura alla miglior serie televisiva fantasy
  - Miglior attore televisivo a Sam Heughan
  - Candidatura alla miglior attrice in una serie televisiva a Caitríona Balfe
  - Candidatura alla miglior attrice non protagonista in una serie televisiva a Sophie Skelton
  - Candidatura alla miglior interpretazione guest star a Ed Speleers
- 2021 – Satellite Awards[90]
  - Candidatura alla miglior attrice in una serie drammatica a Caitríona Balfe
- 2021 – Saturn Awards[91]
  - Candidatura alla miglior serie televisiva fantasy
  - Candidatura al miglior attore in una serie televisiva a Sam Heughan
  - Miglior attrice in una serie televisiva a Caitríona Balfe
  - Candidatura al miglior attore non protagonista in una serie televisiva a Richard Rankin
  - Candidatura alla miglior attrice non protagonista in una serie televisiva a Sophie Skelton
- 2022 – BAFTA Scotland[92]
  - Candidatura alla miglior attrice in una serie televisiva a Caitríona Balfe
  - Premio del pubblico a Sam Heughan
  - Candidatura al premio del pubblico a Richard Rankin
- 2022 – Saturn Awards[93]
  - Candidatura alla miglior serie televisiva d'azione/thriller in una rete via cavo
  - Candidatura al miglior attore in serie televisiva via cavo a Sam Heughan
  - Candidatura alla miglior attrice in serie televisiva via cavo a Caitríona Balfe
  - Candidatura alla miglior attrice non protagonista in serie televisiva via cavo a Sophie Skelton
- 2024 – Saturn Awards[94][95]
  - Miglior serie televisiva d'azione/thriller
  - Miglior attrice in una serie televisiva a Caitríona Balfe
  - Candidatura al miglior attore in una serie televisiva a Sam Heughan
  - Candidatura alla miglior attrice non protagonista in una serie televisiva a Sophie Skelton
- 2024 – Astra TV Awards[96][97]
  - Miglior serie drammatica via cavo
  - Candidatura al miglior attore in una serie drammatica di una rete televisiva o via cavo a Sam Heughan
  - Candidatura alla miglior attrice in una serie drammatica di una rete televisiva o via cavo a Caitríona Balfe
  - Candidatura alla miglior attrice non protagonista in una serie drammatica di una rete televisiva o via cavo a Sophie Skelton
  - Candidatura alla miglior regia in una serie drammatica di una rete televisiva o via cavo a Joss Agnew per l'episodio La guida per viaggiare nel tempo
- 2025 – Critics' Choice Awards[98]
  - Candidatura alla miglior attrice protagonista in una serie drammatica a Caitríona Balfe

## Colonna sonora
La colonna sonora di Outlander è composta da Bear McCreary.

### Outlander (Original Television Soundtrack)

#### Volume 1
Il 10 febbraio 2015 venne pubblicata digitalmente la colonna sonora della prima parte della prima stagione della serie televisiva.
Edizioni musicali Madison Gate Records
1. People Disappear All the Time – 3:32
2. Outlander - The Skye Boat Song (Castle Leoch Version) (feat. Raya Yarbrough) – 2:04
3. Dance of the Druids (feat. Raya Yarbrough) – 4:38
4. Fallen Through Time – 5:38
5. Castle Leoch – 2:58
6. Comin' Thro' the Rye – 1:45
7. The Woman of Balnain (feat. Gillebride MacMillan) – 5:02
8. Mrs. Fitz – 2:03
9. The Losing Side of History – 4:52
10. Clean Pease Strae – 2:02
11. The Marriage Contract – 1:53
12. The Wedding – 3:46
13. The Veil of Time – 10:14

#### Volume 2
Il 25 settembre 2015 venne pubblicata digitalmente la colonna sonora della seconda parte della prima stagione della serie televisiva.
Edizioni musicali Sony Music
1. Outlander - The Skye Boat Song (Extended) (feat. Raya Yarbrough) – 4:27
2. Fort William Rescue – 6:40
3. The Summoning (feat. Raya Yarbrough) – 3:21
4. The Key to Lallybroch – 7:09
5. On the Road – 5:06
6. An Fhìdeag Airgid (feat. Gillebride MacMillan) – 1:35
7. The Devil's Mark – 3:33
8. To the Begging I Will Go – 2:15
9. To Wentworth – 3:52
10. Tale of the Tusks – 4:11
11. Tracking Jaime – 4:30
12. Wool Waulking Songs – 2:11
13. Charge of the Highland Cattle – 3:35
14. Hand Surgery – 4:05
15. Setting Sail (feat. Raya Yarbrough) – 8:30

### Outlander - Season 2 (Original Television Soundtrack)
Il 28 ottobre 2016 venne pubblicata digitalmente la colonna sonora della seconda stagione della serie televisiva.
Edizioni musicali Sony Music
1. Outlander - The Skye Boat Song (French Version) (feat. Raya Yarbrough) – 1:34
2. Leave the Past Behind – 5:12
3. Wrath of the Comte – 2:26
4. Versailles – 2:53
5. Into Paris – 3:49
6. Honey Pot – 3:05
7. The Apothecary – 3:09
8. Baroque Chess Match – 3:03
9. The Duel – 3:13
10. Faith – 3:29
11. Outlander - The Skye Boat Song (Jacobite Version) (feat. Raya Yarbrough) – 2:19
12. Je Suis Prest – 3:51
13. 125 Yards – 3:21
14. Vengeance at Your Feet – 1:29
15. The Uprising Begins – 1:57
16. Prestonpans – 4:12
17. Moch Sa Mhadainn – 4:35
18. White Roses of Scotland – 4:30
19. Tales of Brianna – 3:34
20. Running Out of Time – 4:17
21. Destiny on Culloden Moor – 6:27
22. A Fraser Officer Survived – 4:15

### Outlander - Season 3 (Original Television Soundtrack)
Il 9 febbraio 2018 venne pubblicata digitalmente la colonna sonora della terza stagione della serie televisiva.
Edizioni musicali Sony Music
1. Outlander - The Skye Boat Song (After Culloden) (feat. Raya Yarbrough) – 1:58
2. John Grey – 4:04
3. Blood on the Moor – 5:10
4. Rupert is Next – 1:34
5. The Promise of John Grey – 5:17
6. All Debts Paid – 3:40
7. A Car Accident – 3:26
8. The Art of Seduction – 2:57
9. Willie – 2:02
10. Outlander - The Skye Boat Song (Caribbean Version) (feat. Raya Yarbrough) – 2:01
11. Wind and Rain – 3:26
12. Willoughby – 2:46
13. Uncharted – 4:06
14. The Bakra – 7:14
15. The Crocodile's Fire (feat. Joel Virgel) – 7:51
16. Abandawe – 7:06
17. Eye of the Storm – 6:08
18. The Liberty Song – 1:13

### Outlander - Season 4 (Original Television Soundtrack)
Il 31 maggio 2019 venne pubblicata digitalmente la colonna sonora della quarta stagione della serie televisiva.
Edizioni musicali Sony Music
1. Outlander - The Skye Boat Song (Appalachian Version) (feat. Raya Yarbrough) – 1:42
2. Brianna and Roger Theme – 3:24
3. Circles – 2:02
4. An American Dream – 3:25
5. River Run – 6:22
6. Do No Harm – 4:55
7. Fraser's Ridge – 5:45
8. Bear Killer – 1:45
9. The Familiar Blacksmith – 2:18
10. Brianna in the Snow – 3:50
11. Stephen Bonnet Theme – 2:37
12. The Handfasting Ceremony – 3:41
13. Fraser Family Reunion – 4:39
14. Life in America – 6:01
15. The Debutante – 2:47
16. Welcome to the Tribe – 2:18
17. Dangerous Diversion – 3:11
18. The Tale of the Otter Tooth (feat. Jaraneh Nova) – 3:46
19. Failed Rescue – 3:45
20. Man of Worth – 4:43
21. Return to Brianna – 4:49

### Outlander - Season 5 (Original Television Soundtrack)
Il 15 maggio 2020 venne pubblicata digitalmente la colonna sonora della quinta stagione della serie televisiva.
Edizioni musicali Sony Music
1. Outlander - The Skye Boat Song (Choral Version) (feat. Raya Yarbrough) – 1:45
2. The New Fraser's Ridge – 2:57
3. As Long as We Both Shall Live – 7:45
4. L-O-V-E (feat. Richard Rankin) – 2:54
5. Blood of My Blood – 2:17
6. Murtagh's Oath – 3:48
7. The Fiery Cross (feat. Griogar Labhruidh) – 9:06
8. The Battle of Alamance – 3:30
9. Murtagh – 4:47
10. Young Ian Returns – 2:31
11. Clementine (feat. Richard Rankin & Sophie Skelton) – 1:45
12. A Red, Red Rose – 0:46
13. The Fang Syringe – 5:09
14. Justice for Bonnet – 4:17
15. Journeycake – 6:54
16. Lighting the Cross (feat. Griogar Labhruidh) – 2:11
17. Saving Claire – 4:17
18. Outlander - The Skye Boat Song (Solo Vocal Version) (feat. Raya Yarbrough) – 3:08

### Outlander: Season 6 (Original Television Soundtrack)
Il 4 marzo 2022 è stata pubblicata digitalmente la colonna sonora della sesta stagione della serie televisiva.
Edizioni musicali Sony Classical
1. Outlander - The Skye Boat Song (Duet Version) (feat. Raya Yarbrough & Griogar Labhruidh) – 1:38
2. New Dawn at Fraser's Ridge – 3:45
3. Lizzie’s Love Story – 2:26
4. We Haunt Ourselves – 3:10
5. Outlander - The Skye Boat Song (Gaelic Extended Version) (feat. Griogar Labhruidh) – 3:21
6. I Must Have Ye – 1:45
7. Revolution Approaching – 2:39
8. Ian’s Love Story (feat. Jaraneh Nova) – 6:27
9. Malva Christie – 2:26
10. Henri-Christian – 2:56
11. Fergus and Marsali – 5:53
12. The Ballad of Tom Christie – 5:45
13. Bree and Roger’s Journey – 3:11
14. Exonerated – 4:56
15. The Committee of Safety – 3:28
16. Come What May – 4:27
17. I Am Not Alone – 3:29
18. Outlander - The Skye Boat Song (Gaelic Version) (feat. Griogar Labhruidh) – 1:37

### Outlander: Season 7 (Highlights from the Original Television Soundtrack)
L'11 agosto 2023 sono stati pubblicati digitalmente alcuni brani della prima parte della settima stagione della serie televisiva.
La sigla è cantata da Sinéad O'Connor e si tratta dell'ultima canzone registrata dall'artista prima della sua morte nel luglio 2023.
Edizioni musicali Sony Classical
1. Outlander - The Skye Boat Song (Revolutionary Version) – 3:35
2. Our History Is Now – 7:43
3. Tha Mi Sgith'n Fhogar Seo' (feat. Griogar Labhruidh) – 3:23

### Outlander: Season 7 (Original Television Soundtrack)
Il 22 novembre 2024 è stata pubblicata digitalmente la colonna sonora della settima stagione della serie televisiva.
Edizioni musicali Sony Classical
1. Outlander - The Skye Boat Song (Revolutionary Version) (feat. Sinéad O'Connor) – 3:35
2. War Is Inevitable – 3:39
3. Changed History – 5:41
4. Ticonderoga – 2:10
5. Ian and Rachel – 4:28
6. Saratoga – 4:50
7. Off to Work – 2:57
8. A Dying Kinsman – 2:47
9. A Home for Bree and Roger – 3:46
10. What Awaits Us in Paradise – 4:37
11. A Soldier's Returns – 5:19
12. Tha mi Sgìht 'n Fhògar Seo (feat. Griogar Labhruidh) – 3:23
13. Ave Maria (feat. Caitríona Balfe) – 2:19
14. Outlander - The Skye Boat Song (Fife and Drum Version) – 1:50

## Prequel
Nel febbraio 2022 è stata svelata la lavorazione di una serie prequel con Matthew B. Roberts come sceneggiatore e produttore esecutivo. Nel maggio 2022 la produttrice esecutiva Maril Davis ha confermato che la serie sarà incentrata sui genitori di Jamie Fraser. Nell’agosto 2022 viene rivelato il titolo della serie: Blood of My Blood. Nel gennaio 2023, Starz ha commissionato una prima stagione di 10 episodi. La serie è trasmessa dall'8 agosto 2025. Il 23 giugno 2025, Starz ha ufficializzato il rinnovo per la seconda stagione, la cui produzione è iniziata in Scozia.